# Crèche de Noël

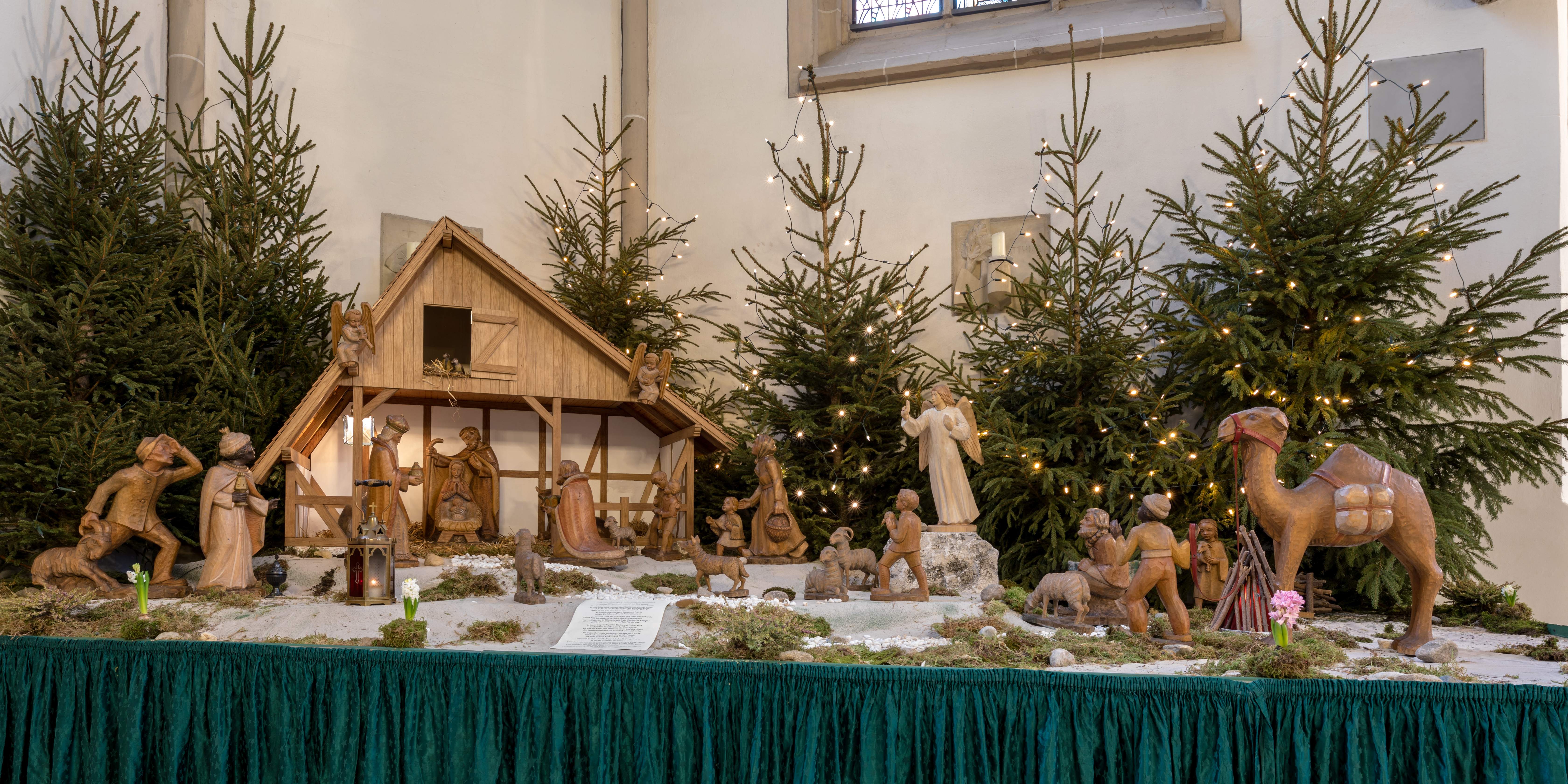
Crèche de noël sur un Marché de Noël à Dülmen en Allemagne

La crèche de Noël est une mise en scène associée aux religions chrétiennes dans différents arts en trois dimensions (essentiellement la sculpture et le théâtre) de la Nativité, c'est-à-dire de la naissance de Jésus Christ. Elle présente des personnages immuables, avec en premier lieu la Sainte Famille et surtout l'Enfant-Jésus dans la crèche (qui désigne une mangeoire) d'une étable ou d'une grotte. Cette iconographie originelle s'enrichit progressivement avec différentes formules scéniques, personnages (bergers, anges, Rois mages) et animaux (bœuf, âne, moutons, chameaux) entourant l'Enfant-Jésus nu ou emmaillotté dans son auge, son berceau ou sur la paille. La crèche de Noël peut être statique, mécanique ou vivante. Construction ou représentation occasionnelle et passagère, associée traditionnellement aux fêtes de Noël, elle est plus rarement une reproduction permanente et inamovible.
Selon la tradition hagiographique franciscaine, les crèches de Noël vivantes se développent en Europe à partir du XIIIe siècle dans le cadre d'un des aspects saillants de la théologie des Frères mineurs, le christocentrisme, à la suite de la réalisation d'une crèche vivante par François d'Assise à Greccio, en Italie, la nuit de Noël 1223. À la fin du XVIe siècle, les Jésuites, conscients du pouvoir de la célébration de la Nativité, multiplient dans toute la chrétienté les crèches en modèle réduit telles que nous les connaissons aujourd'hui, s'en servant de catéchèse dans le cadre de la Contre-Réforme.
Les crèches de Noël permettent à la piété populaire de s'exprimer lors de cérémonies liturgiques ou paraliturgiques. Dans le cadre de la laïcisation de la fête de Noël, les crèches ne s'exposent plus seulement dans les églises mais aussi dans les maisons et les bâtiments publics.
Dans la lettre apostolique Admirabile Signum sur la signification et la valeur de la crèche, le Pape François a conclu en disant : « Chers frères et sœurs, la crèche fait partie du processus doux et exigeant de la transmission de la foi. Dès l'enfance et ensuite à chaque âge de la vie, elle nous apprend à contempler Jésus, à ressentir l'amour de Dieu pour nous, à vivre et à croire que Dieu est avec nous et que nous sommes avec lui, tous fils et frères grâce à cet Enfant qui est Fils de Dieu et de la Vierge Marie ; et à éprouver en cela le bonheur. À l'école de saint François, ouvrons notre cœur à cette grâce simple et laissons surgir de l'émerveillement une humble prière : notre « merci » à Dieu qui a voulu tout partager avec nous afin de ne jamais nous laisser seuls. »

## Terminologie
Le substantif féminin,,, « crèche » est un emprunt à l'ancien bas francique, *krippia,, ou *krippja, apparenté au germanique *kribjon qui a donné Krippe en allemand, kribbe en néerlandais, krybbe en danois, crib en anglais.
Les mots italiens presepe et presepio sont dérivés du terme latin de la Vulgate, praesepe ou praesepium (de prae, « devant » et saepire, « ceindre », ce terme désignant originellement l’enclos pour les animaux). L'espagnol belén et l'occitan betlèm est dérivé de Bethléem.
Pris absolument, la Crèche, ou Sainte Crèche, est la mangeoire pour animaux dans laquelle, d'après l'Évangile selon Luc (Lc 2,16), l'Enfant-Jésus a été déposé après sa naissance.

## Origines de la crèche et éléments figuratifs qui la composent

### L'étable du récit évangélique

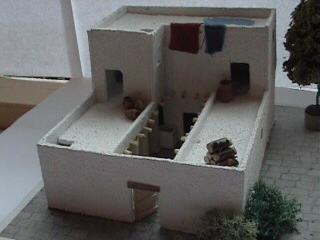
Maquette d'une maison israélite avec une étable au niveau de sa cour centrale sans toit, probable lieu de naissance de Jésus.

D'après l'évangile selon saint Luc, Jésus est né dans une étable car ses parents n'ont pas trouvé un espace approprié dans la καταλυματι (kataluma, « salle haute, salle de séjour »), terme qui ne se traduit pas par « hôtellerie », « auberge » ou « relais de caravansérail » mais désigne plus probablement la chambre prévue pour les hôtes, ce qui suggère que la Sainte Famille logeait chez des proches,. L'évangile utilise le terme grec φάτνῃ, « phatnê », traduit en latin dans la Vulgate par praesepium qui désigne l'étable à l'étage inférieur d'une maison israélite ou en plein air dans sa cour (une famille de condition moyenne y abritant la nuit un âne, une vache ou quelques moutons), mais aussi la stalle d'une étable, le râtelier ou la mangeoire selon le principe du « pars pro toto ». Marie a placé Jésus dans cet endroit probablement attenant à la kataluma sans que l'évangile précise s'il s'agit d'une auge de pierre surmontée d'un râtelier de bois destiné à porter le fourrage des bestiaux comme l'évoquent souvent les scènes de la Nativité. Tout au plus peut-on considérer que l'étable fournissait chaleur et discrétion nécessaires pour un accouchement alors que la chambre d'hôte était pleine ou trop petite. La mangeoire pour les animaux est désignée par le francique *krippia, le latin cripia, d'où est issu le mot « crèche » qui désigne spécifiquement à partir du XIIIe siècle la mangeoire dans laquelle le Christ a été déposé à sa naissance.

### La grotte de la tradition paléochrétienne
Le thème légendaire de la naissance dans une grotte se développe au IIe siècle, d'abord dans le Dialogue avec Tryphon 78,5 de l'apologète et philosophe chrétien Justin de Naplouse puis dans le Protévangile de Jacques, ce qui suggère l'existence assez tôt d'une tradition locale sur le lieu précis de la naissance. Les maisons à flanc de colline pouvaient en effet abriter une étable dans une grotte. La Basilique de la Nativité de Bethléem est d'ailleurs construite au IVe siècle au-dessus de plusieurs grottes.
L'Évangile du Pseudo-Matthieu du VIIIe siècle combine la version de la grotte et celle de la crèche : le voyage des parents est interrompu sur l'ordre d'un ange qui invite Marie à entrer dans une grotte où jaillit une lumière miraculeuse qui resplendit pendant tout son accouchement.
Deux jours après la naissance, Marie quitte la grotte, entre dans une étable et dépose l'enfant dans une crèche, le bœuf et l'âne l'adorant,. La tradition de l'association de ces deux animaux remonte au Livre d'Isaïe,.

### L'adoration par les bergers et les rois Mages
L'Évangile selon Matthieu raconte que les Rois mages adorent l'enfant à Bethléem même, dans une oikos (« maisonnée », domus de la Vulgate). L'allégorie des trois présents (encens, myrrhe et or) est reprise par les apocryphes. Le Pseudo-Matthieu fait donner par chacun des Mages, en sus des présents traditionnels, une pièce d'or.
La Légende dorée parvient à mêler tous ces éléments, évoquant le bœuf, unique tête de bétail de Joseph qu'il a emmené pour le vendre, l'âne servant de monture à la Vierge et juxtapose à six mots de distance, la domus de Matthieu et le praesepium de Luc.
Le récit de la crèche et de l'adoration des bergers et des mages ne doit pas faire l'objet d'une lecture littéraliste mais appartient au registre littéraire du merveilleux et à la théologie métaphorique. En effet, les récits de l'enfance de Jésus de Matthieu et Luc « posent de nombreux problèmes littéraires et historiques, tant leur écriture apparaît tardive, relevant plutôt du merveilleux à la manière des récits d'enfance du monde judéo-hellénistique ». De plus, la triple mention de l'enfant « couché dans une crèche » (verset 7, 12 et 16) est un effet littéraire. Outre ce merveilleux, le symbolisme de la crèche ou de la grotte est un rappel du dépouillement et de l'humble cadre du lieu de naissance du Christ, reprenant le motif théologique de la kénose.

## Les représentations de la Nativité avec des crèches au cours des siècles

### Les fresques paléochrétiennes
Les plus anciennes représentations de la Nativité sont issues de l'art paléochrétien. Elles sont essentiellement des fresques et des bas-reliefs datant du IIIe siècle et surtout du IVe et Ve siècles.

### L'instauration de la fête de Noël au Haut Moyen Âge

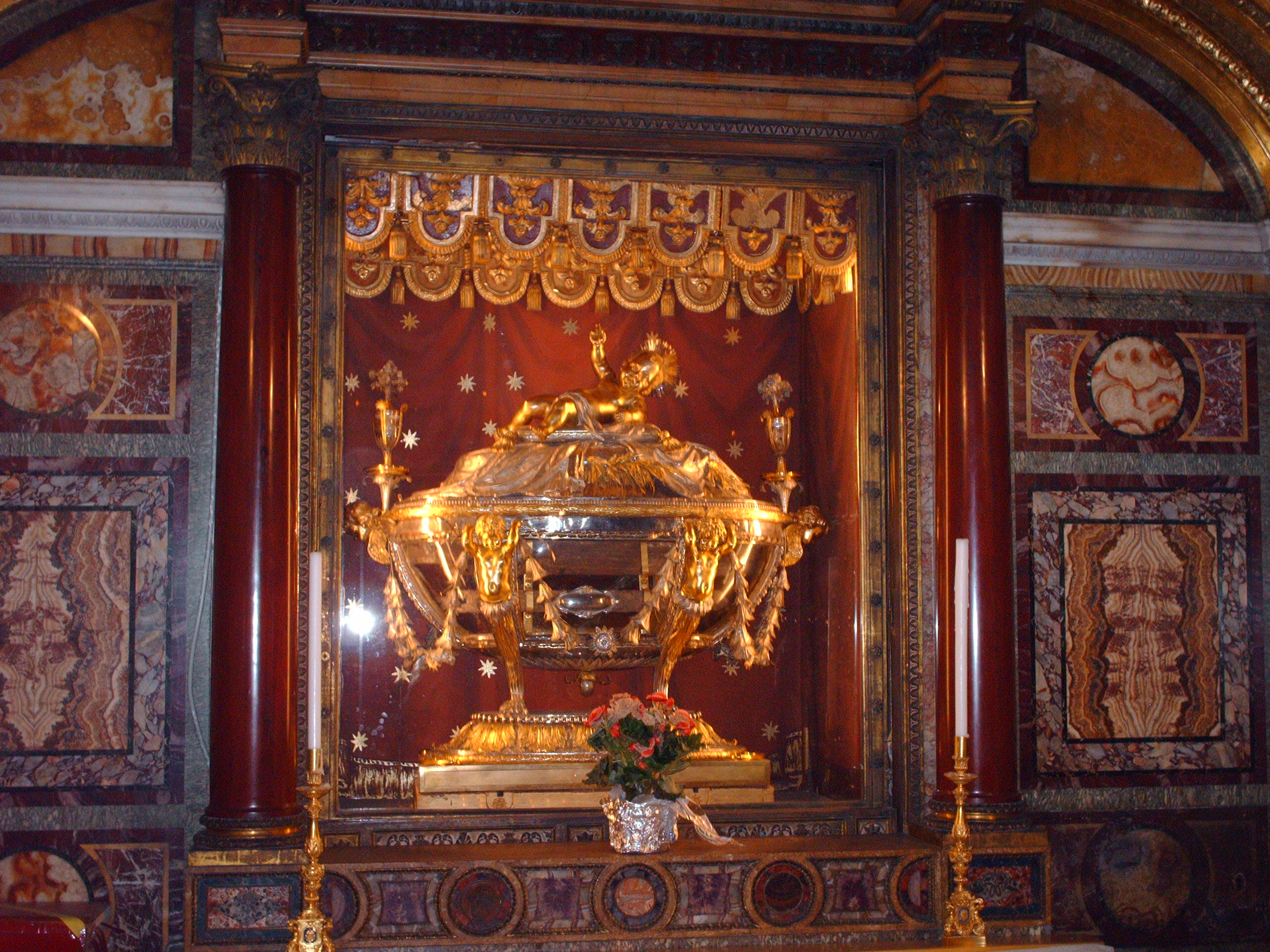
Crypte de la nativité de la basilique Sainte-Marie-Majeure avec son reliquaire de cristal et de bronze doré qui contient le « Saint-Berceau » selon la tradition.

En l'église Sainte Marie de l'Incarnation de Jésus, aujourd'hui basilique Sainte-Marie-Majeure à Rome, on sait qu'une célébration de Noël est commémorée pendant la nuit du 25 décembre depuis le IVe siècle. En effet, la date du 25 décembre a été fixée comme date de la naissance du divin à cette époque. Les débats qui ont amené cette décision ont permis de développer une pratique religieuse autour de cet événement.
À partir du VIe siècle, les écrits anciens, tel le Liber Pontificalis, rapportent que la célébration de la nuit de Noël se déroulait ad praesepe dans cette église de Sainte Marie à Rome, ce qui signifie littéralement « autour de la crèche », mais ce lieu désignait probablement l'« oratoire de la Crèche », petite chapelle à quelques mètres de la basilique rappelant par sa disposition et ses reliques la grotte de Bethléem.

### Le naturalisme franciscain du bas Moyen Âge

Chapelle (construite en 1228) de la crèche de Greccio, fresque d'un auteur giottesque du XIVe siècle avec la Vierge allaitant Jésus au sein et Joseph méditant.

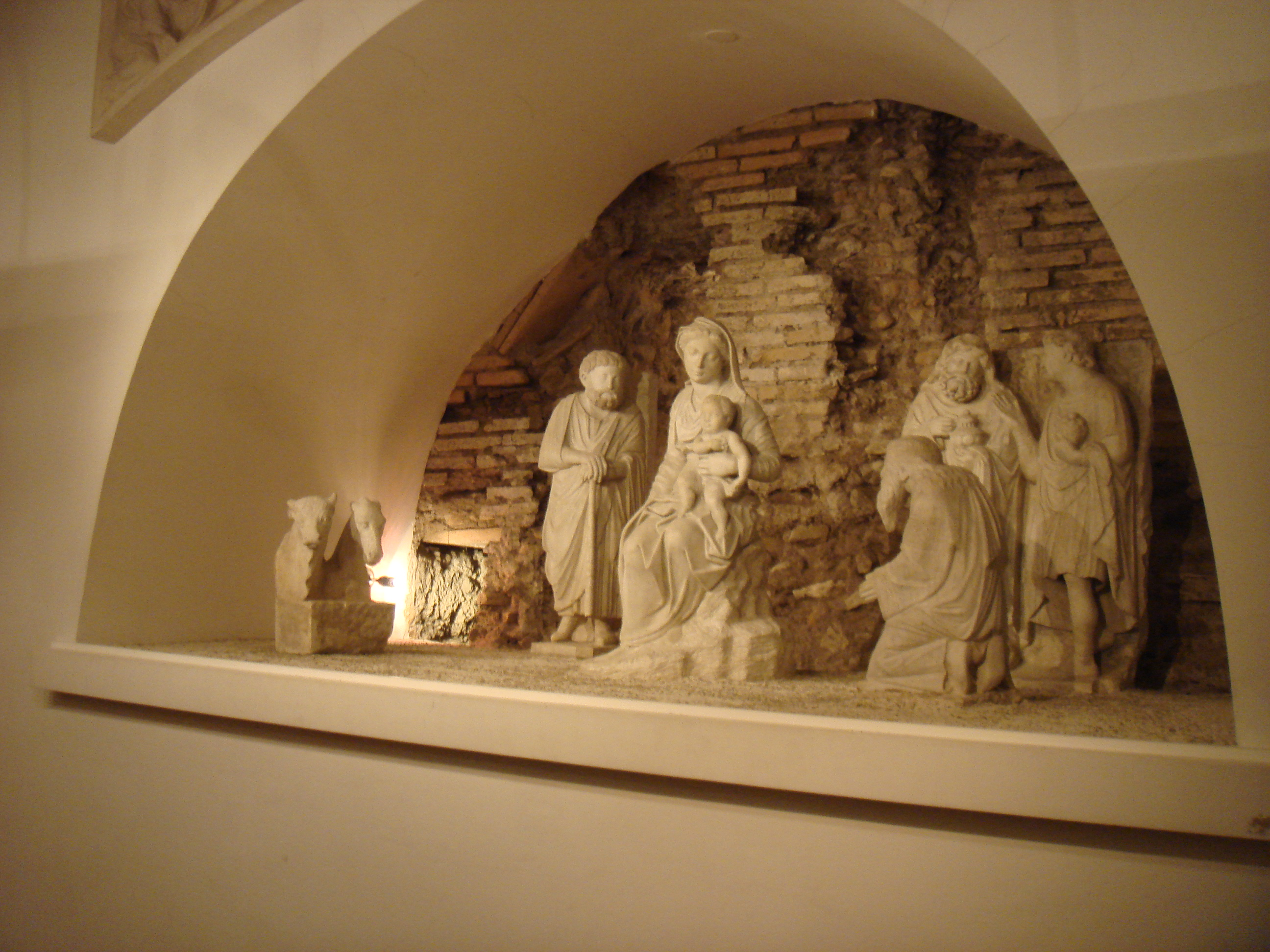
Première crèche sculptée en pierre d'Arnolfo di Cambio en 1288, désormais exposée dans le musée de la basilique Sainte-Marie-Majeure.

Ce n'est probablement qu'à partir du XIIe siècle que l'on célèbre la fête de l'Épiphanie avec l'adoration de l'enfant Jésus par les trois Mages, Gaspar, Melchior et Balthazar. C'est dans ce deuxième courant de dévotion que se situe saint François d'Assise.
Une légende tenace veut que François d'Assise ait créé à Greccio, en Italie, la nuit de Noël 1223 la première crèche vivante alors que ces scènes étaient déjà jouées depuis plusieurs siècles par des acteurs dans les mystères de la Nativité dans les églises puis sur leurs parvis, tableaux animés à l'origine des crèches spectacles. La tradition hagiographique rappelle, mais sans véritable certitude historique, que François d'Assise, après avoir été impressionné par sa visite de la basilique de la Nativité de Bethléem, veut reproduire la scène de la Nativité lorsque cette basilique n'est plus accessible aux pèlerins à la suite de l'échec de la cinquième croisade. Il utilise pour ce faire une mangeoire remplie de foin, un âne et un bœuf réels dans une grotte (appelée « Chapelle de la Crèche ») de la région où les frères mineurs avaient établi l'ermitage de Greccio (it) accroché au flanc de la montagne, avec la coopération du seigneur du village Jean Velita de Greccio. L'originalité de François d'Assise est d'avoir célébré une crèche vivante dans un cadre naturel plus évocateur en associant les villageois du Greccio qui ont pu expérimenter la « Nativité » et avoir l'impression d'incarner les personnages des écrits bibliques. Thomas de Celano, premier biographe de François, rapporte que François prêche, durant la messe de Noël, et que l'un des assistants le voit se pencher vers la crèche et prendre un enfant dans ses bras. À Greccio se trouve encore un ermitage franciscain qui commémore cette première crèche vivante. Plus tard, on place parfois un véritable enfant dans la mangeoire. Petit à petit, selon la tradition franciscaine qui apporte une importance démesurée à l'importance du Noël de Greccio en 1223 et à ses conséquences, la coutume se répand, sous l'influence de Claire d'Assise et des prédicateurs franciscains, surtout dans les oratoires franciscains en Provence et en Italie, sous forme de crèches vivantes mais aussi de crèches fabriquées avec de grandes figurines en bois ou en terre et qui pouvaient être exposées plus longtemps. Ces figurines ont alors comme finalité de matérialiser l'image du Christ et de ses parents auprès de populations analphabètes.
La plus ancienne crèche monumentale et non vivante connue date de 1252 au monastère franciscain de Füssen en Bavière. Il s'agit d'une crèche permanente qui contient des personnages de différentes tailles en bois. Dans la basilique Sainte-Marie-Majeure est conservée la première crèche permanente réalisée en pierre en 1288, à la suite de la commande du pape Nicolas IV au sculpteur Arnolfo di Cambio d'une représentation de la Nativité. Ces reproductions permanentes de la Nativité se développent particulièrement en Toscane, en Ombrie et surtout en Campanie avec les crèches napolitaines réalisées par des sculpteurs germaniques et qui apparaissent dans les églises au XIVe siècle puis dans les familles aristocratiques de Naples les siècles suivants.

### La mode jésuitique à l'époque baroque
Aux XVe et XVIe siècles, les fidèles dans les églises peuvent bercer les « repos de Jésus » en tirant sur le ruban attaché à ces berceaux. Au XVe siècle, dans le cadre des progrès de l'horlogerie, apparaissent les crèches mécaniques qui deviennent populaires au XVIIe siècle dans toute l'Europe, telle le vertep russe.
Les premières crèches ressemblant à celles que nous connaissons (mise en scène occasionnelle et passagère de la Nativité non plus sur des peintures, fresques, mosaïques ou bas-reliefs mais avec des statues « indépendantes ») font leur apparition dans les églises et les couvents au XVIe siècle, surtout en Italie, supplantant les formules précédentes. La première crèche miniature documentée historiquement date de 1562 à Prague. Ce sont surtout les Jésuites qui ont diffusé les crèches en modèle réduit (moins chères à confectionner et facilement transportables) dans les églises conventuelles de toute la chrétienté, s'en servant de catéchèse dans le cadre de la Contre-Réforme. La crèche domestique se diffuse progressivement (la première attestée est celle de la duchesse d'Amalfi Constanza Piccolomini di Aragona en 1567), les moines en fabriquant dans ce but des petites en cire avec des personnages habillés de vêtements précieux. Les grandes crèches napolitaines (ornées de statues en bois avec des yeux en verre, démontables et refaites chaque année) de style baroque connaissent leur apogée au XVIIIe siècle.
Dans le domaine de la légende, on spécule que c'est à San Cristóbal de La Laguna, à Tenerife, qu'une crèche a été exposée publiquement pour la première fois en Espagne dans une maison privée. De même, le saint né à Tenerife Pierre de Betancur, franciscain et fondateur de l'Ordre des frères de Bethléem au XVIIe siècle, est considéré comme l'un des principaux précurseurs de la fabrication de crèches dans les terres américaines découvertes par les Espagnols. C’est précisément l’une des raisons pour lesquelles ce saint est souvent appelé le « Saint François d’Assise des Amériques ».

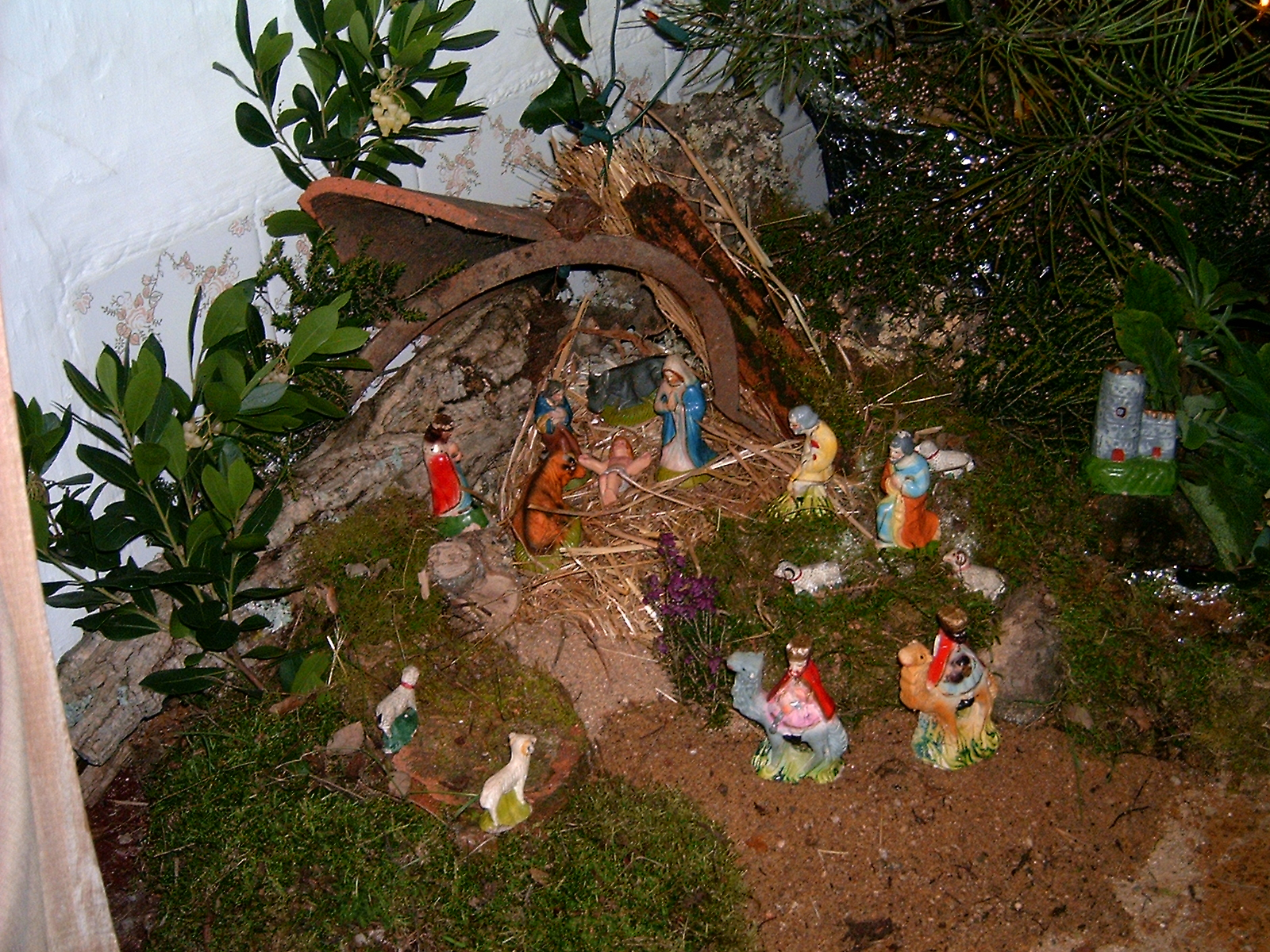
Crèche de Noël traditionnelle du Portugal.
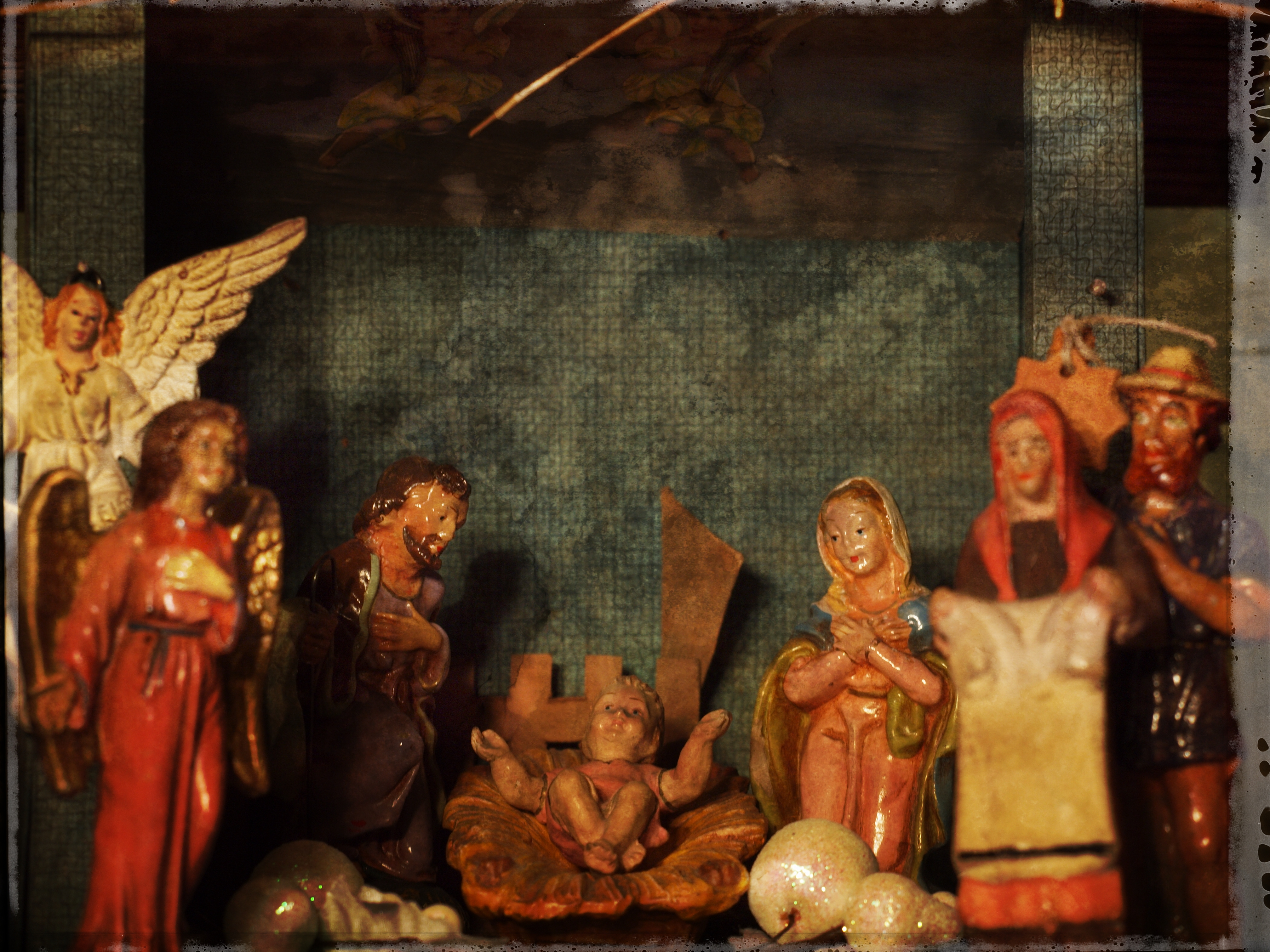
Crèche de Noël traditionnelle italienne, XXe siècle.
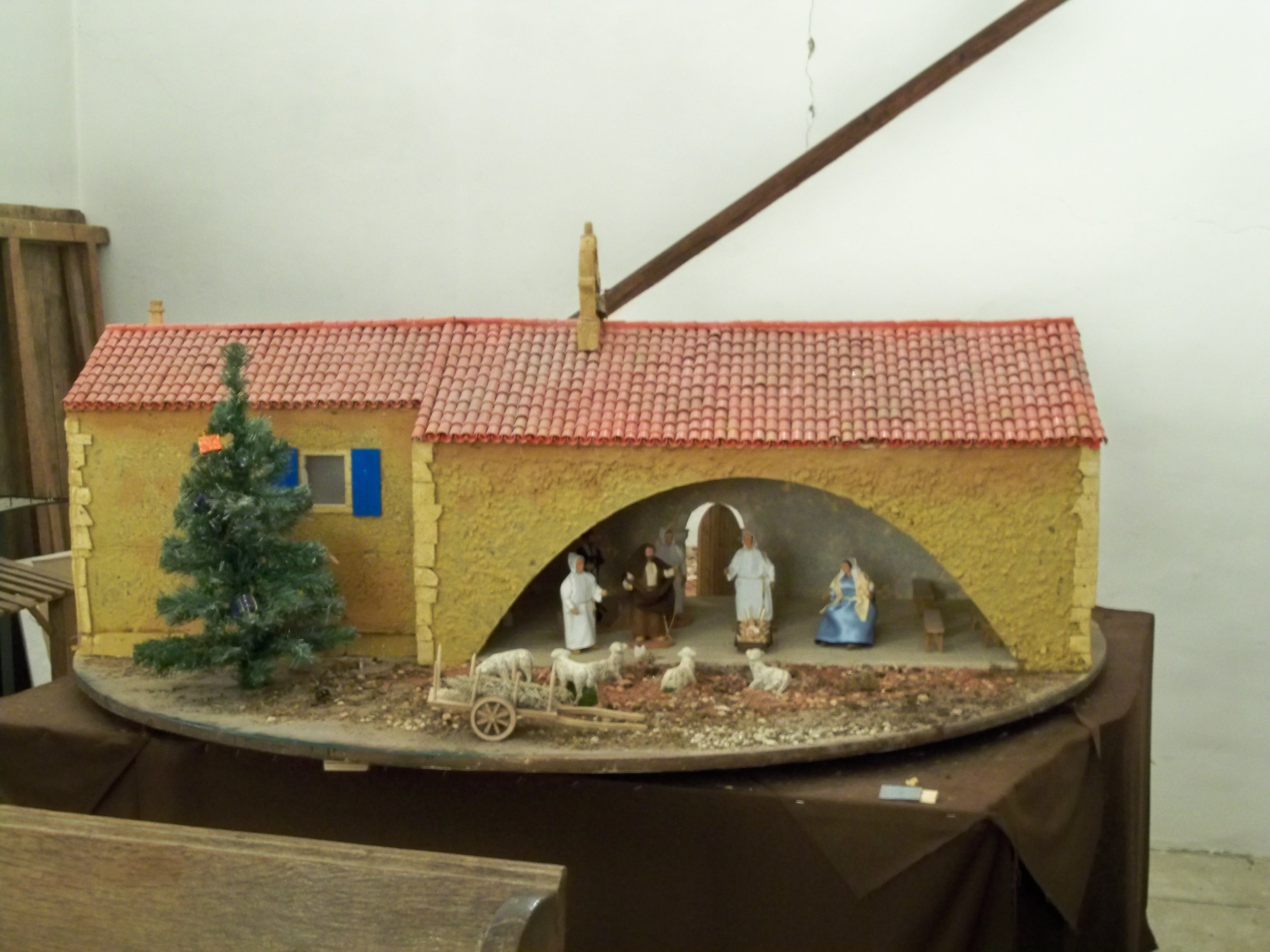
Crèche dans une église du plateau d'Albion.
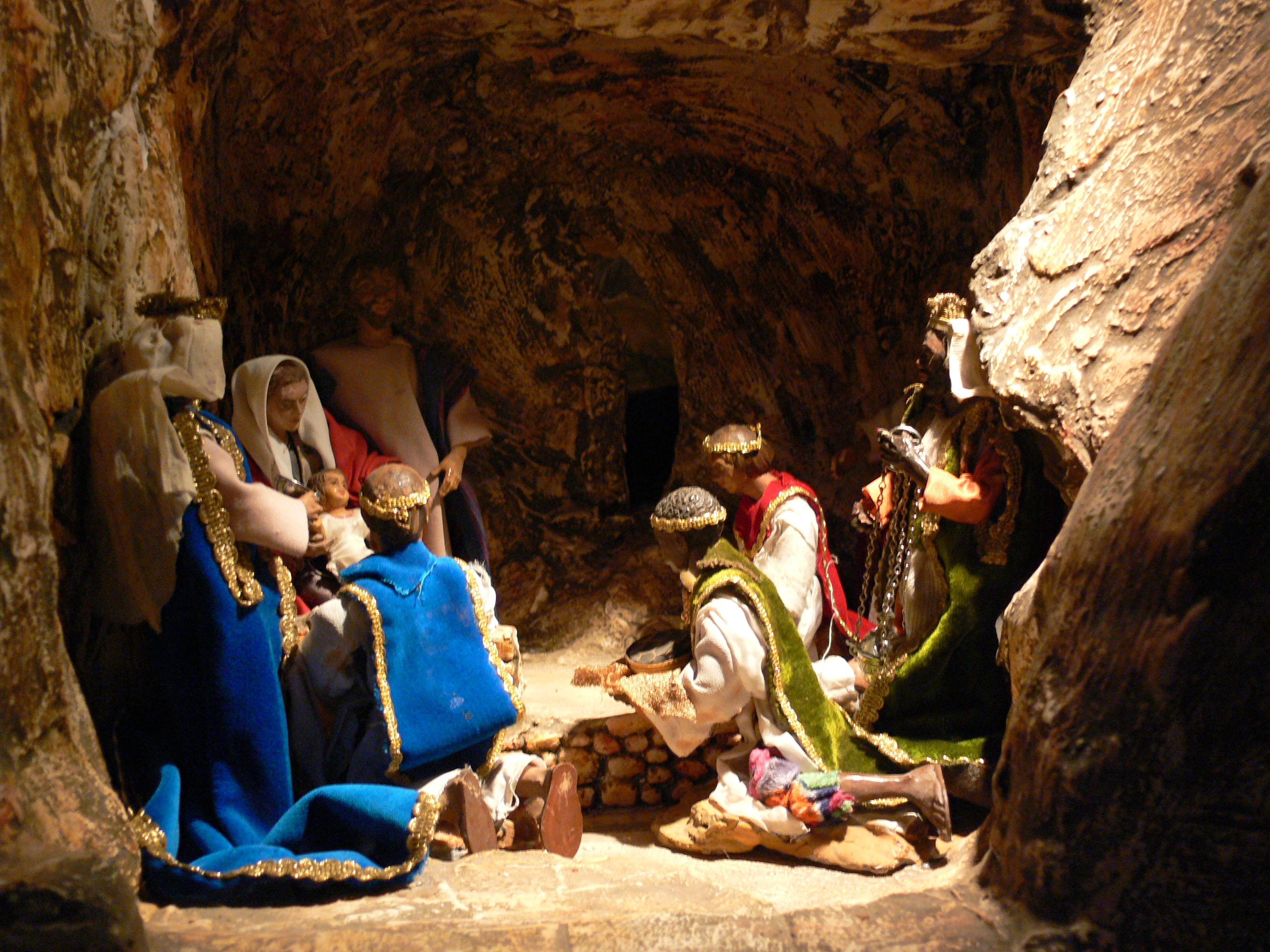
Crèche de Noël bavaroise.

En France, la première crèche mécanisée connue est celle créée à Marseille, en 1775, par un dénommé Laurent. Elle est constituée de mannequins articulés vêtus de costumes locaux. Pour y ajouter un brin d'exotisme, le créateur y a placé des girafes, des rennes et des hippopotames. Jean-Paul Clébert raconte : « À l'époque du Concordat, Laurent montrait même un carrosse qui s'avançait vers l'étable ; le pape en descendait, suivi des cardinaux. Devant eux s'agenouillait toute la Sainte-Famille et le pape lui donnait sa bénédiction. Pendant l'adoration des bergers, un rideau se levait, dévoilant la mer sur laquelle voguait un bâtiment de guerre. Une salve d'artillerie saluait l'enfant Jésus qui, réveillé en sursaut, ouvrait les yeux, tressaillait et agitait les bras ».

### La vulgarisation d'un rituel domestique depuis la Révolution
Après la période de la Révolution française pendant laquelle cette pratique religieuse est interdite, les crèches se multiplient dans les maisons de familles aisées sous forme de boîtes vitrées appelées « grottes » ou « rocailles » apparues au cours du XVIIe siècle : les figurines, réalisées en cire, en mie de pain ou en verre filé, apparaissent dans un décor en rocaille (cascades d'animaux, fleurs de papier et de frittes de verre, fragments de miroir figurant lacs et jets d’eau) évoquant le paradis. Au début du XIXe siècle, la crèche retourne dans les rues françaises essentiellement sous la forme d'automates mécaniques qui mettent en scène des personnages grotesques. Les crèches provençales avec leurs « santons » (du provençal santoun, « petits saints » plus petits et plus rustiques avec multiplication de personnages dans leur costume local représentant tous les métiers de l'époque dans un style naïf), se développent non seulement dans les églises mais aussi dans les maisons particulières à partir de 1803, juste après le Concordat de 1802.
La démocratisation des crèches domestiques est favorisée au XIXe siècle par la fabrication en série des figurines en plâtre peint et leur diffusion par les marchands d'objets religieux, leurs matériaux, techniques et scénographies (crèche-armoire, hutte, « Mont de Nativité ») connaissant une grande variété. Cette vulgarisation correspond à l'âge d'or de la crèche de style sulpicien entre 1860 et 1920.
Au XXe siècle, la tradition de la crèche de Noël s'est développée dans le monde entier selon le processus d'inculturation. En fin d'année 1960 est inaugurée sous le chapiteau du Grand cirque de France (Paris) la plus grande crèche du monde.
En 2016, les tensions religieuses en France suscitent des polémiques liées à la fête de Noël et amènent le Conseil d'État à statuer sur la possibilité de mettre une crèche dans un bâtiment public.

## Types de crèches

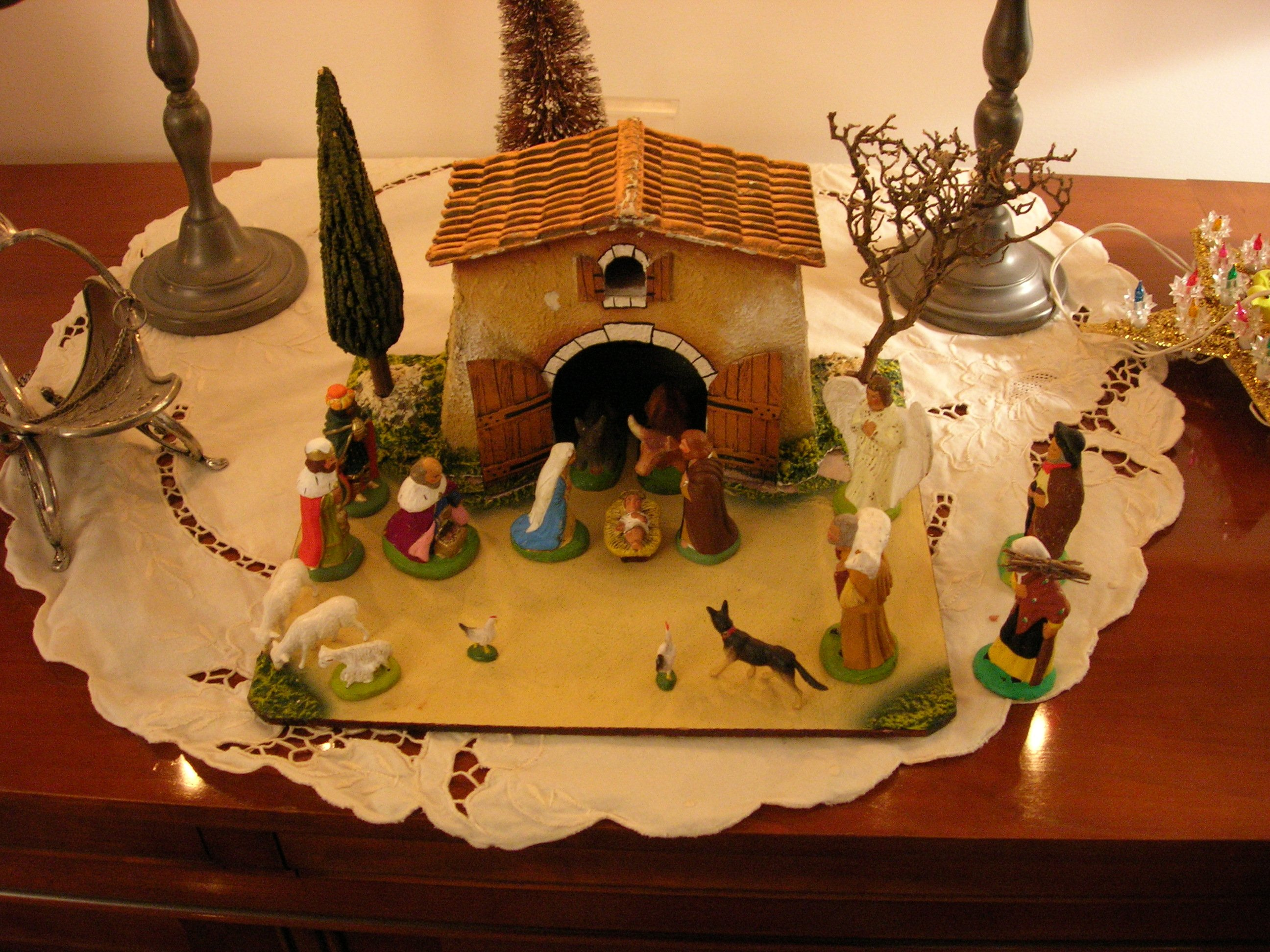
Une crèche simple mais complète.

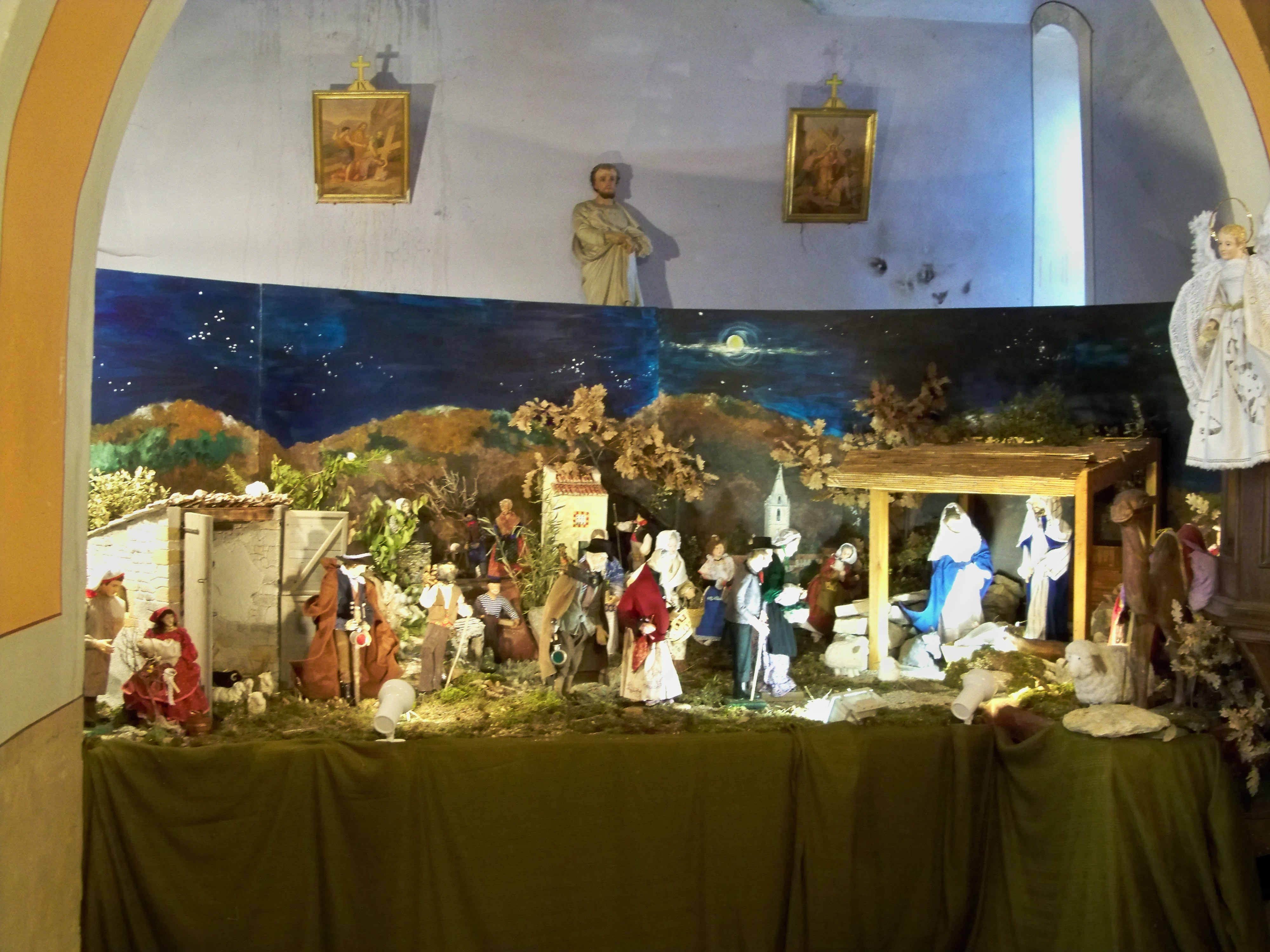
Crèche dans une église des Alpes-de-Haute-Provence.

- Crèches baroques : créées au XVIIe siècle lorsque les crèches commencent à décorer les demeures aristocratiques de style baroque ;
- Crèche napolitaine : elle apparaît dès le Trecento (XIVe siècle italien) dans le sud de l'Italie et les édifices religieux l'exposent à la vénération des fidèles ; les personnages sont des statues colorées richement ornées atteignant parfois la taille humaine. Au XVIIIe siècle, à Naples, elle connait une véritable passion collective. Typiquement baroque, le décor ainsi que ses personnages se caractérisent par un réalisme formel ;
- Crèche génoise : elle connaît son âge d'or au XVIIIe siècle et se distingue principalement par une production de santons en bois ;
- Crèche provençale : elle s'inspire de la vie locale. Les artisans évoquent des personnages typiques de la région ou du village ou des défunts de la famille. Elle date du XVIIIe siècle. Ont été rajoutés aussi à Marseille les santons (« santoun », « petits saints » en provençal) qui représentent des petits métiers connus : le meunier, le rémouleur, la lavandière, etc ;
- Crèche comtoise : théâtre populaire né à la fin du XVIIIe siècle. Comme la crèche provençale, elle invite autour de la Sainte Famille des personnages issus de la société franc-comtoise de l'époque ;
- Crèche vivante : spectacle joué en public, ou crèche qui contient des personnages réels. Une représentation célèbre du genre est tenue à Matera, Italie, que accueille la plus grande crèche vivante du monde[52]. En France, une crèche vivante en occitan est jouée à l'Abbaye de Saint-Ferme (33) ;
- Crèches-théâtres géantes et animées : ce sont les crèches de Noël qui ont été présentées à Paris place de l'Hôtel de Ville pendant 17 ans (jusqu'à 173 000 visiteurs en 31 jours). Paul Chaland a produit ces crèches de Noël avec les artistes de chaque pays : Venise, Sicile, Andes, Vieux-Paris, Assise (François d'), du Soleil (Provence), crèche merveilleuse. Les spectacles de ces crèches de Noël sont signés de grands auteurs : Michel Tournier, Yvan Audouard, Christian Bobin, Vincenzo Consolo, Gaston Bonheur, Régine Pernoud, les musiques de Guy Béart, Roberto De Simone, Giovanni Batista Malipierro, les voix de prestigieux comédiens ont été enregistrées : Claudia Cardinale, Marcello Mastroianni, Laurent Terzieff. Les spectacles sont automatisés ; l'informatique commande les lumières, le son, les automates. Ces crèches font 18 mètres de large, 5 mètres de profondeur, 4 mètres de hauteur, ont entre 100 et 220 personnages, et de 15 à 50 automates avec changements de décors à vue. La plus grande et la plus étonnante collection du monde de crèches de Noël ;
- Crèches permanentes, existant tout au long de l'année, comme la crèche stabile d'Anzi (Italie).

## Galerie

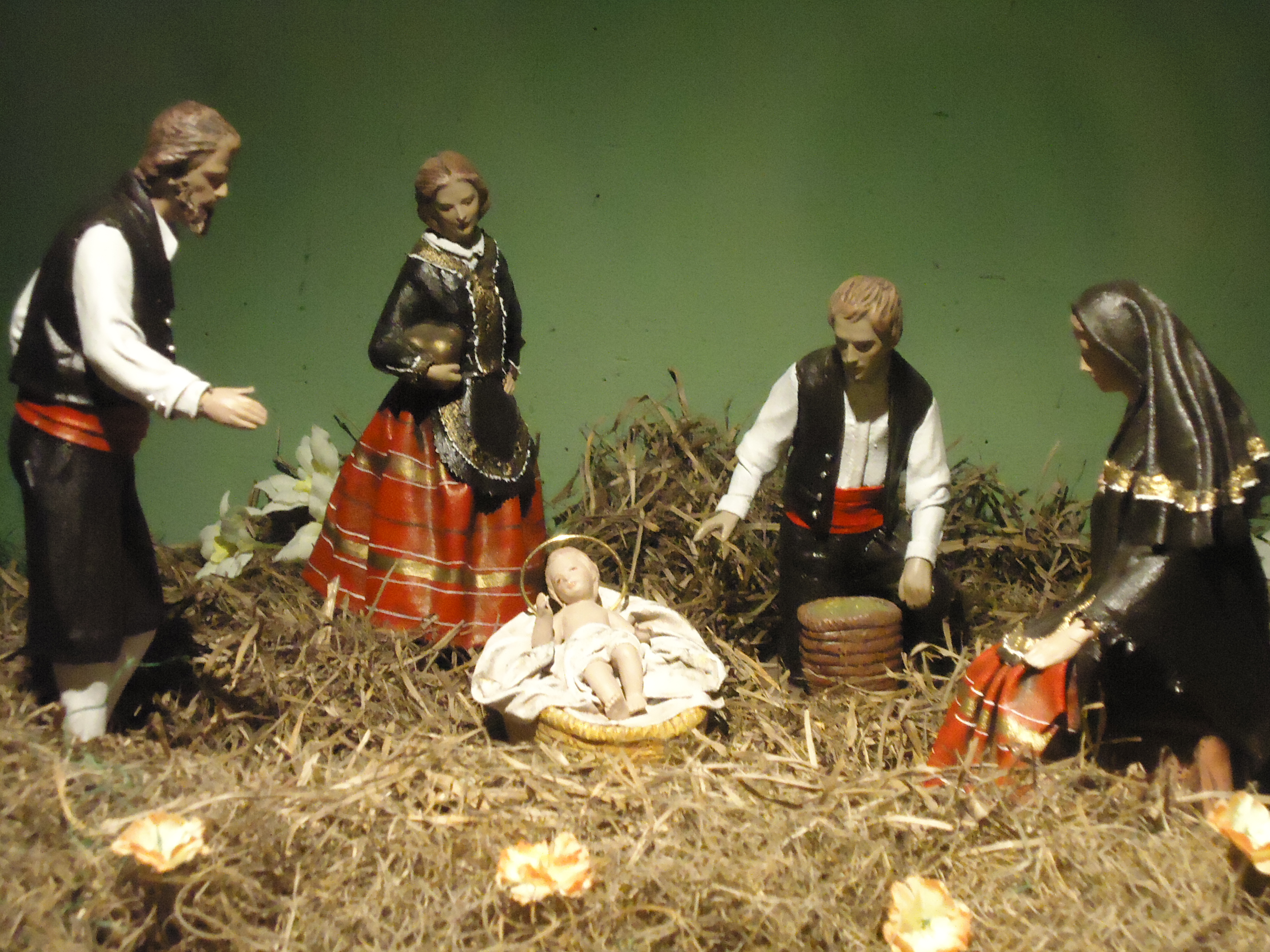
Crèche au Brésil.
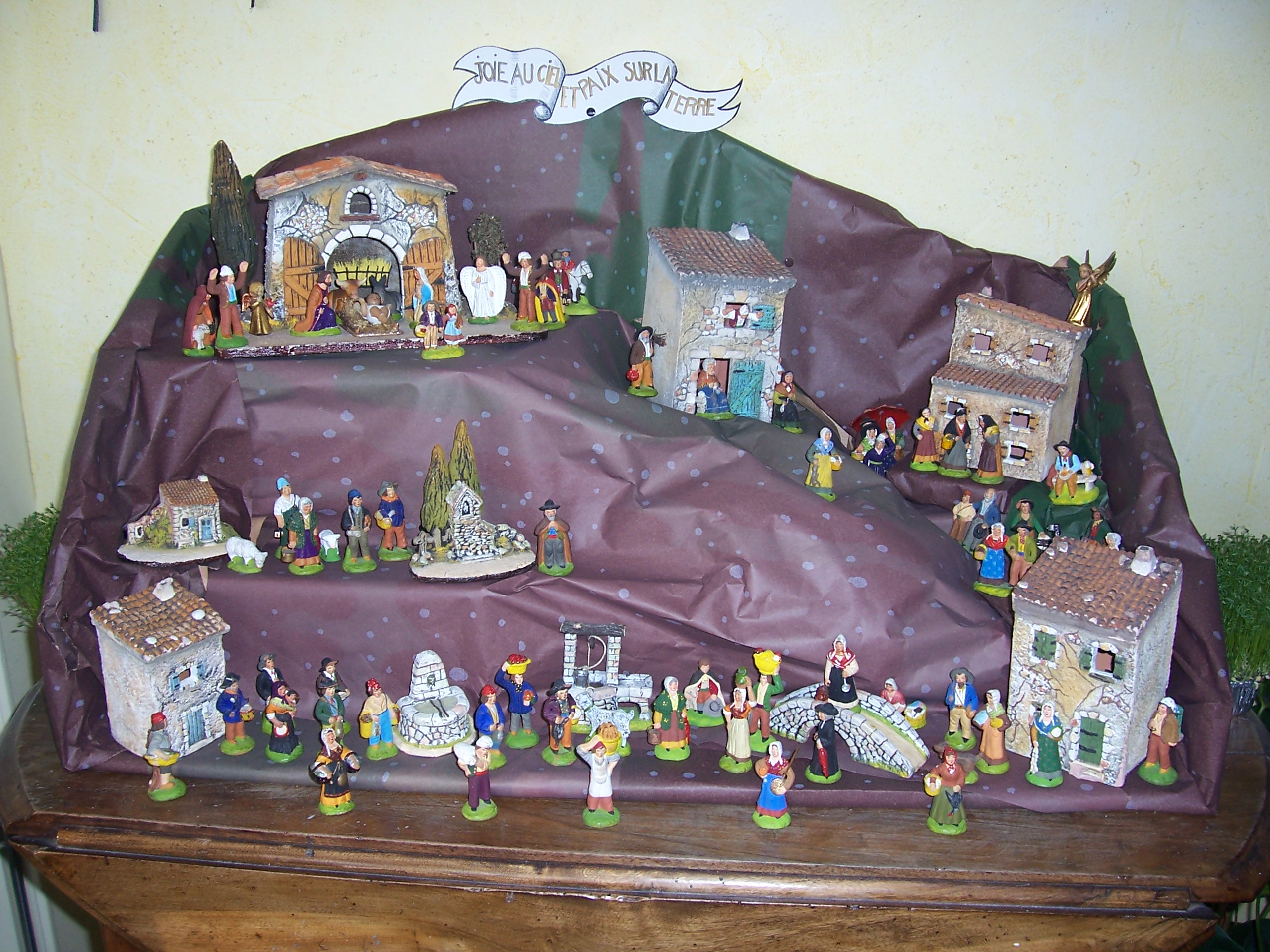
Crèche de Noël provençale.
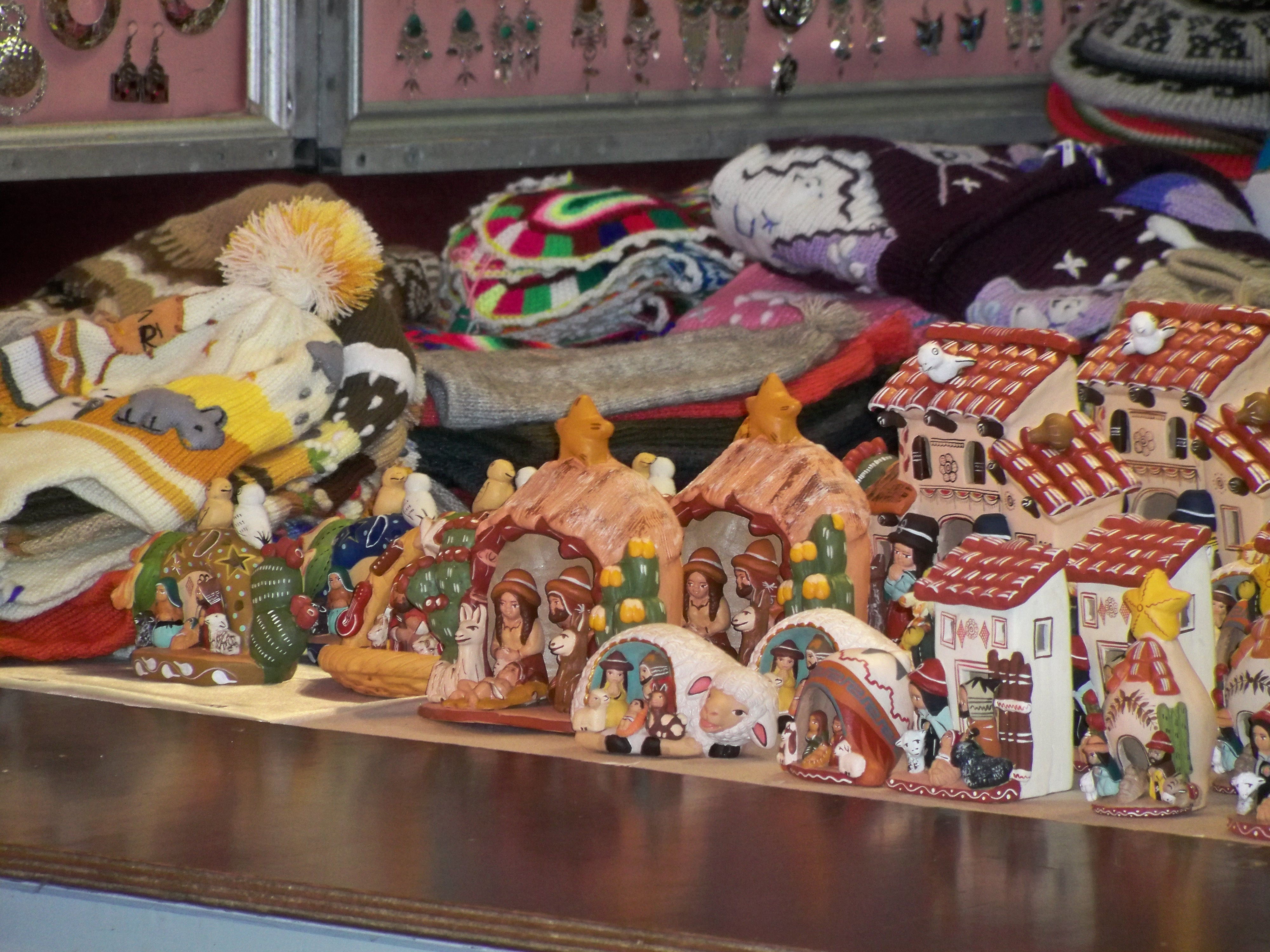
Crèches andines (le lama remplaçant le bœuf).
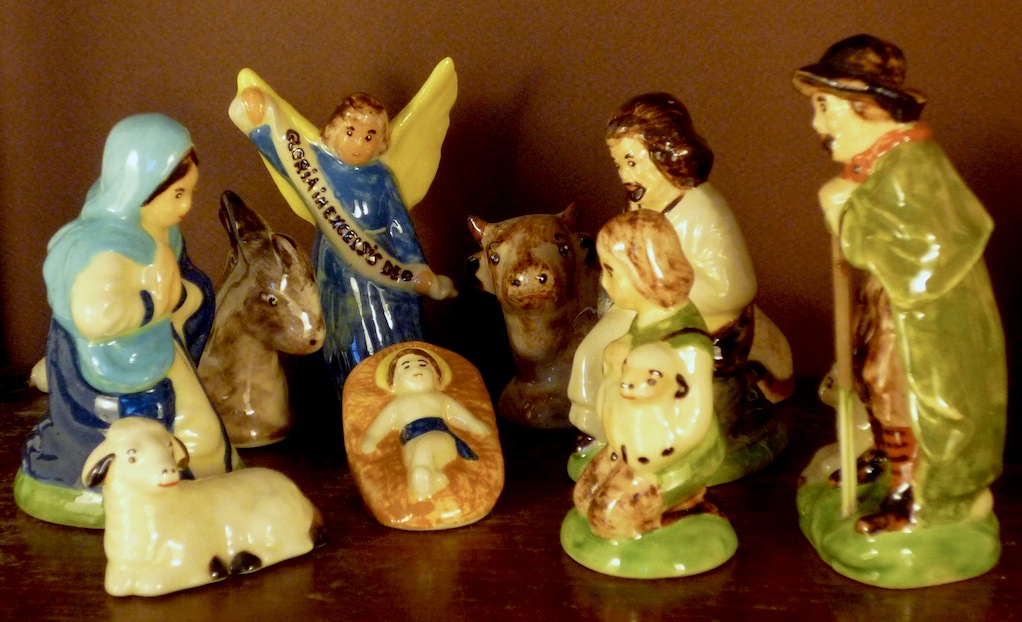
Crèche alsacienne, Noël 2011.
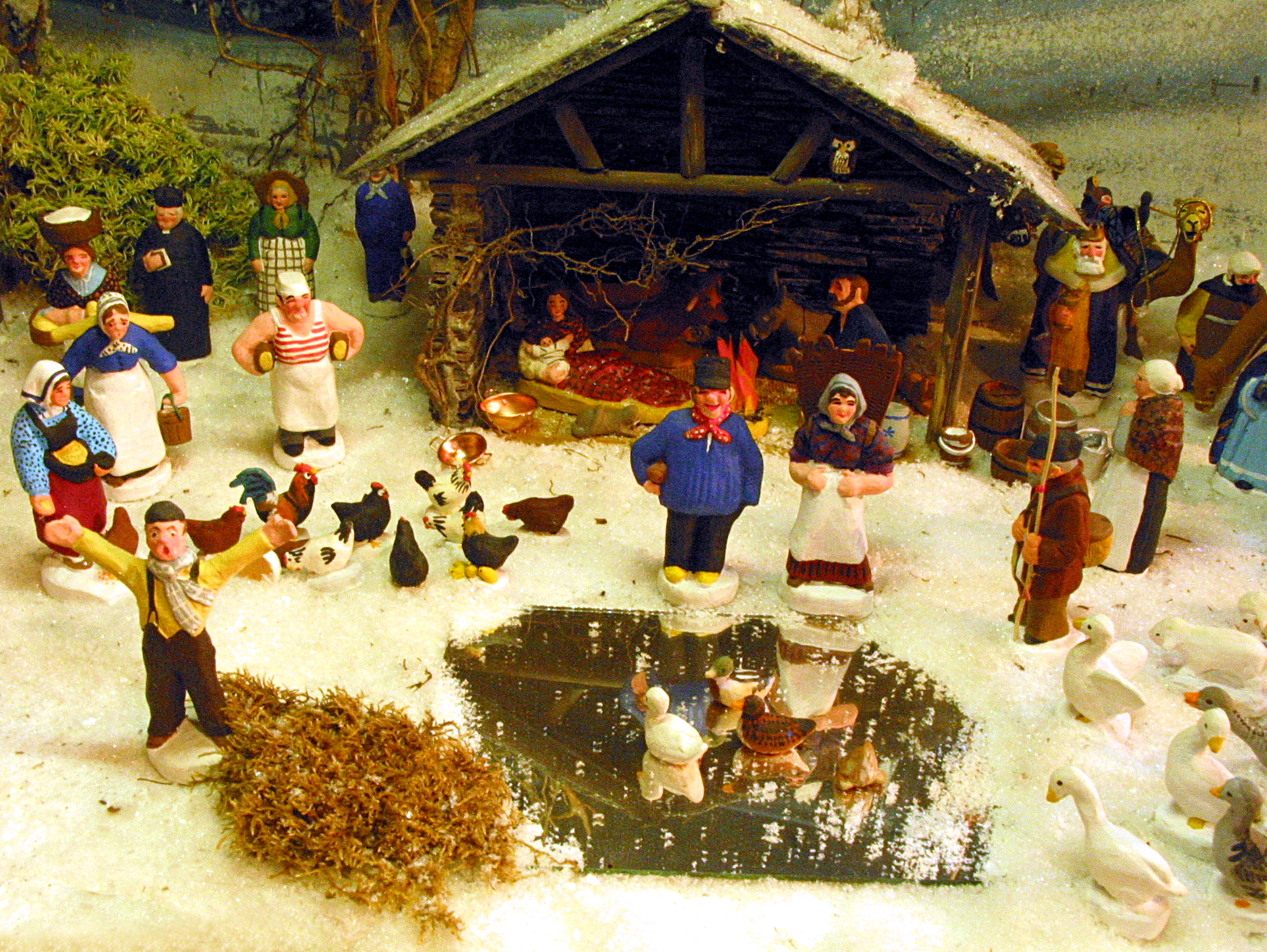
Crèche wallonne.
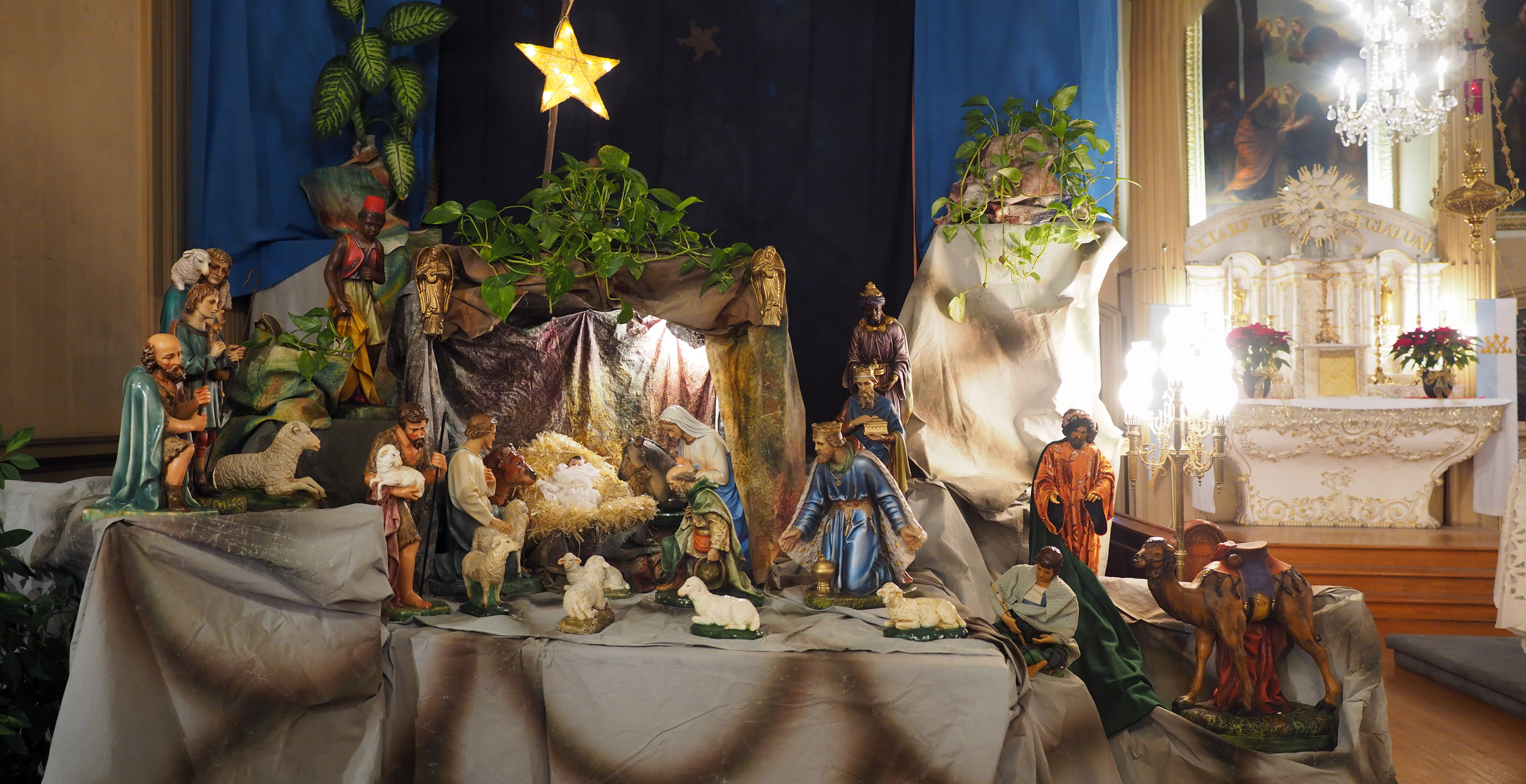
Crèche de Noël, Montréal, Canada.
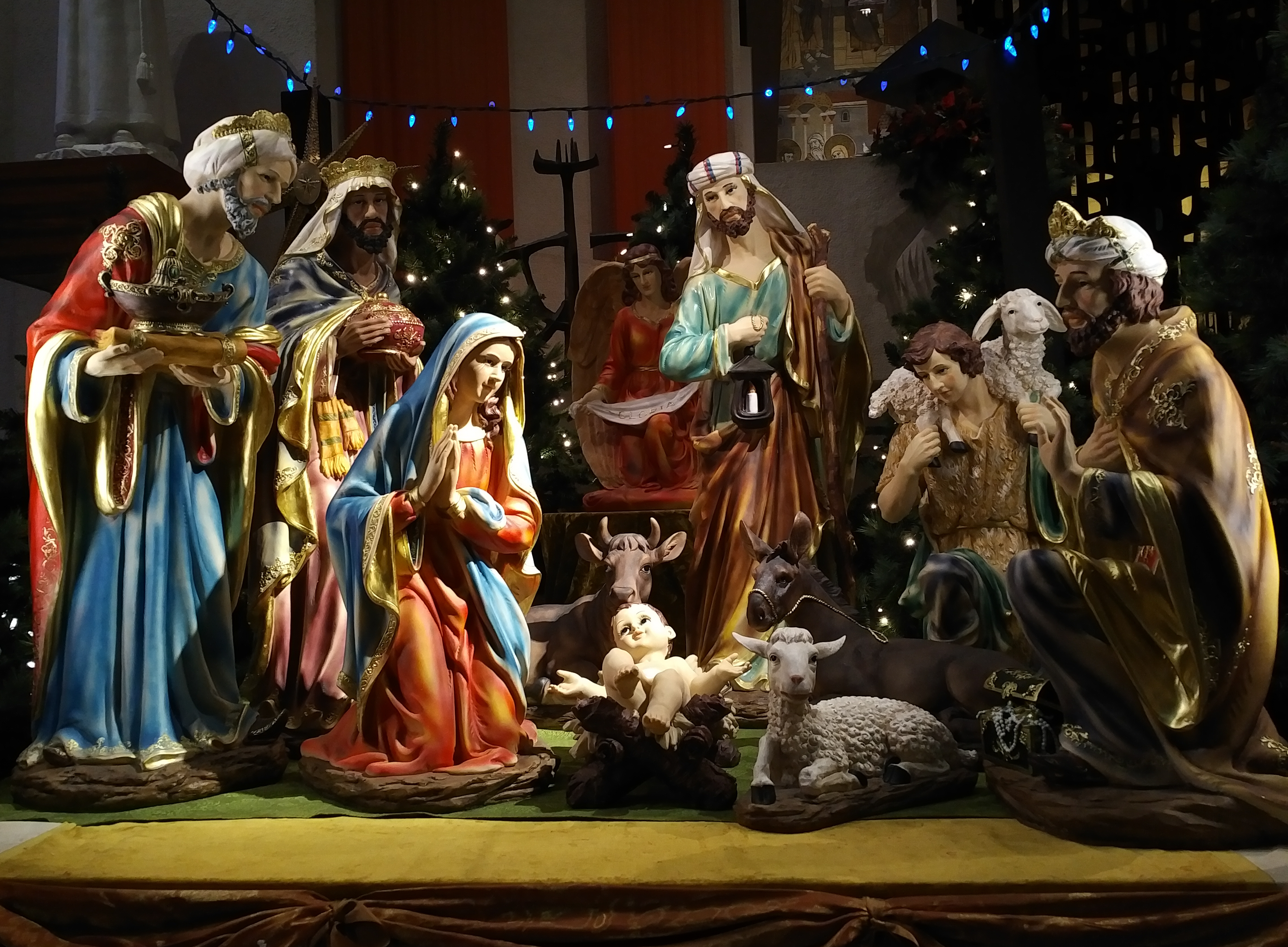
Crèche de Noël, oratoire Saint-Joseph, Montréal, Canada.
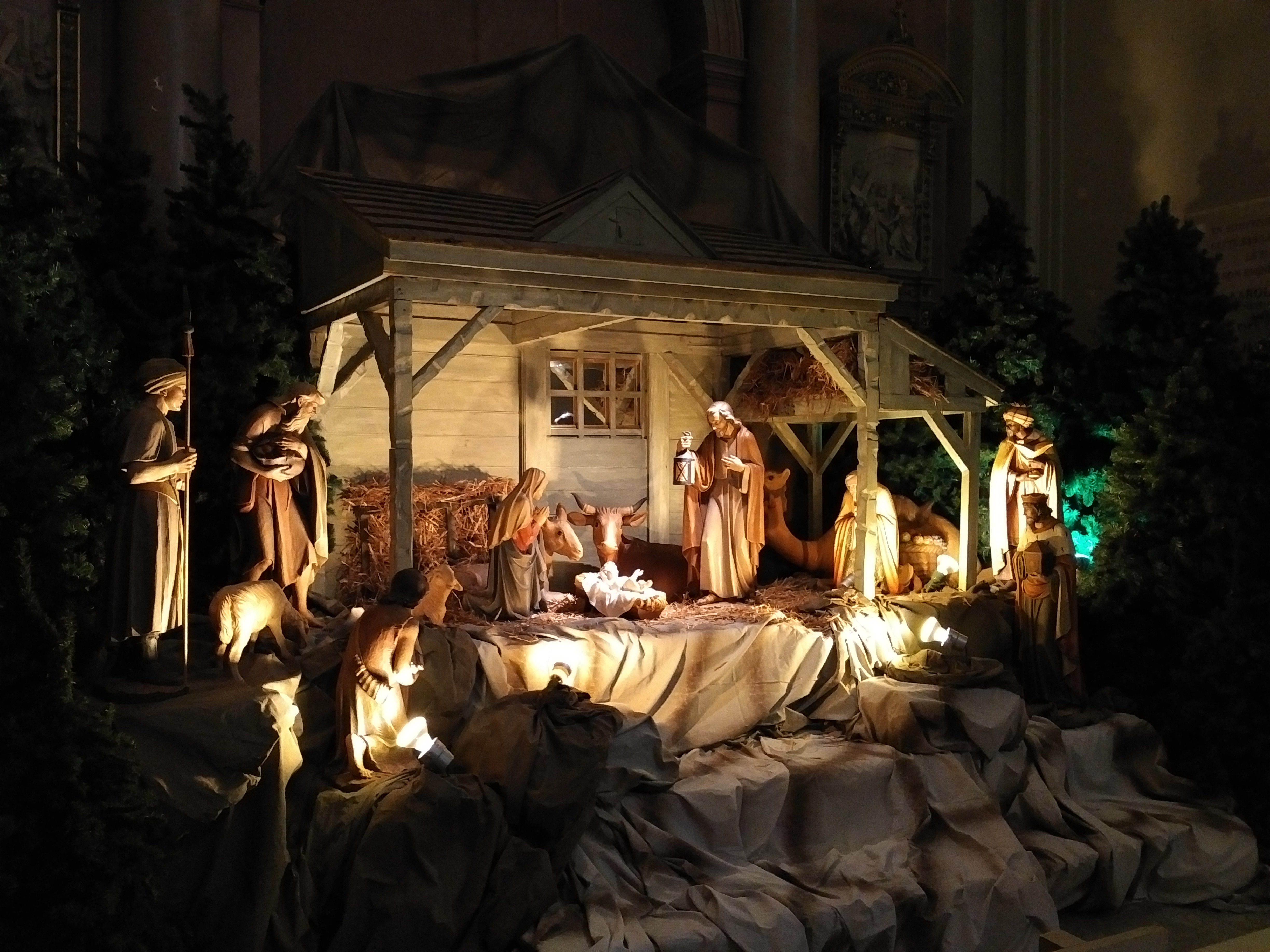
Crèche de Noël, Montréal, Canada.
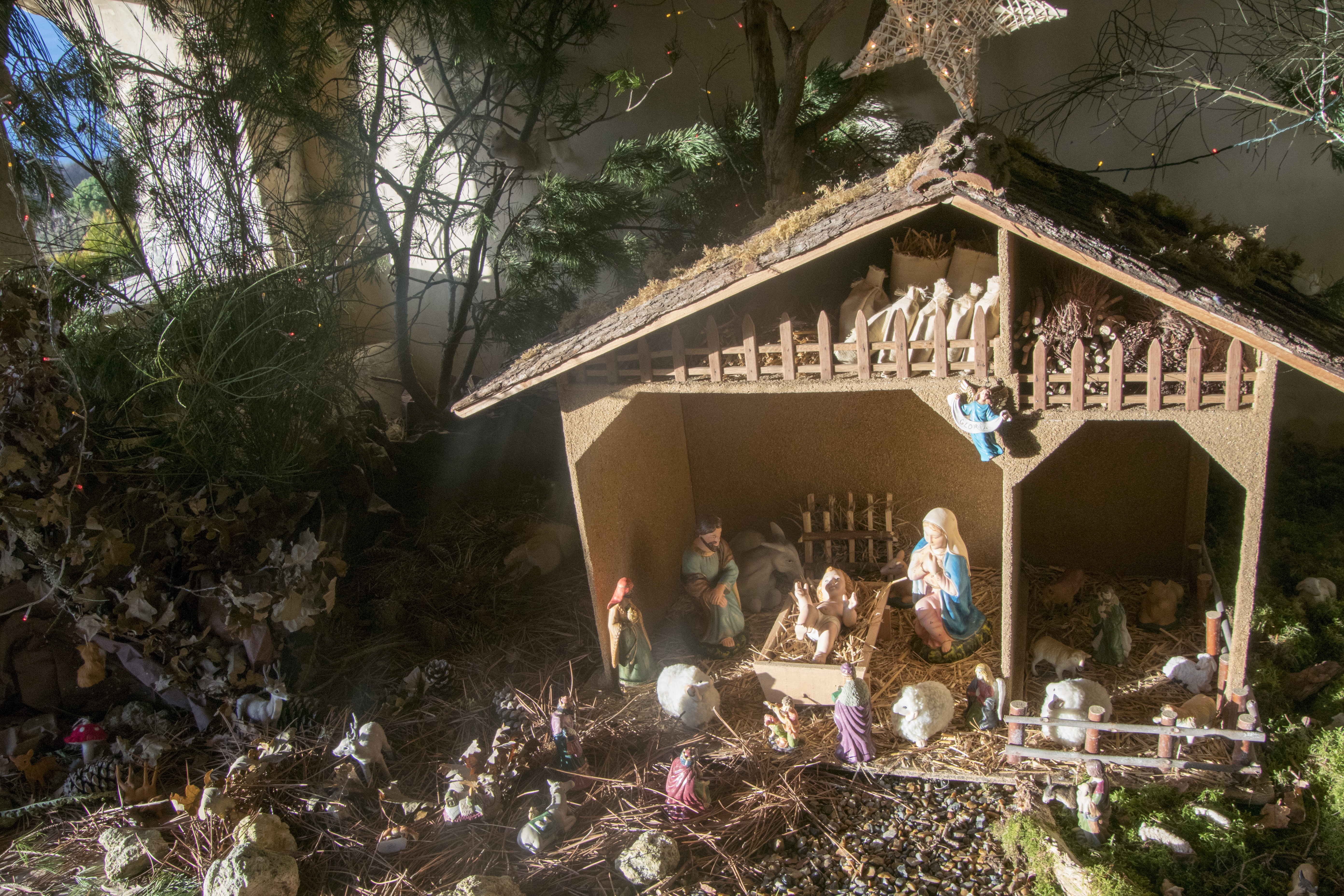
Crèche au sud de la Seine et Marne, Treuzy-Levelay, France.
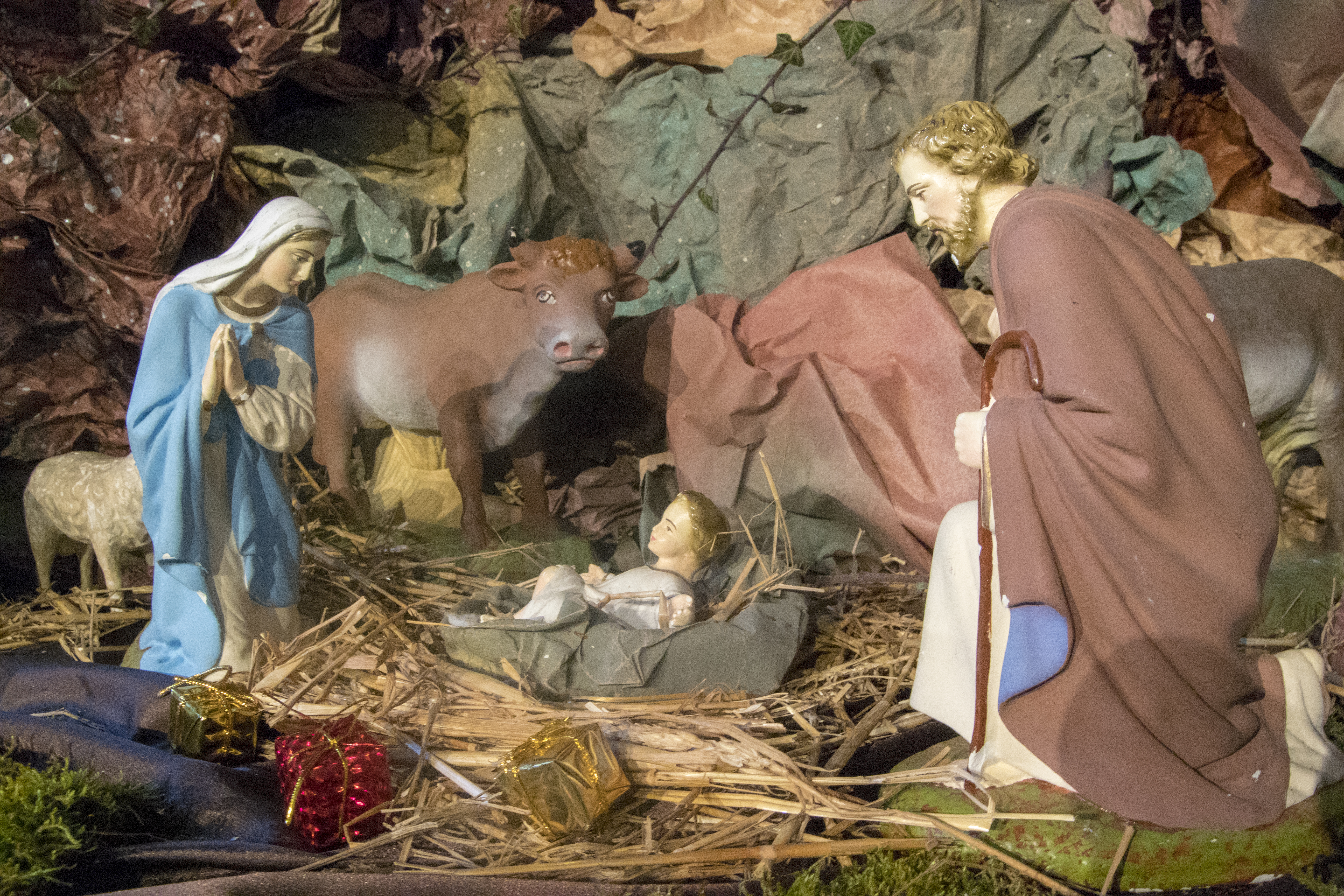
Crèche au sud de la Seine et Marne, Flagy, France.
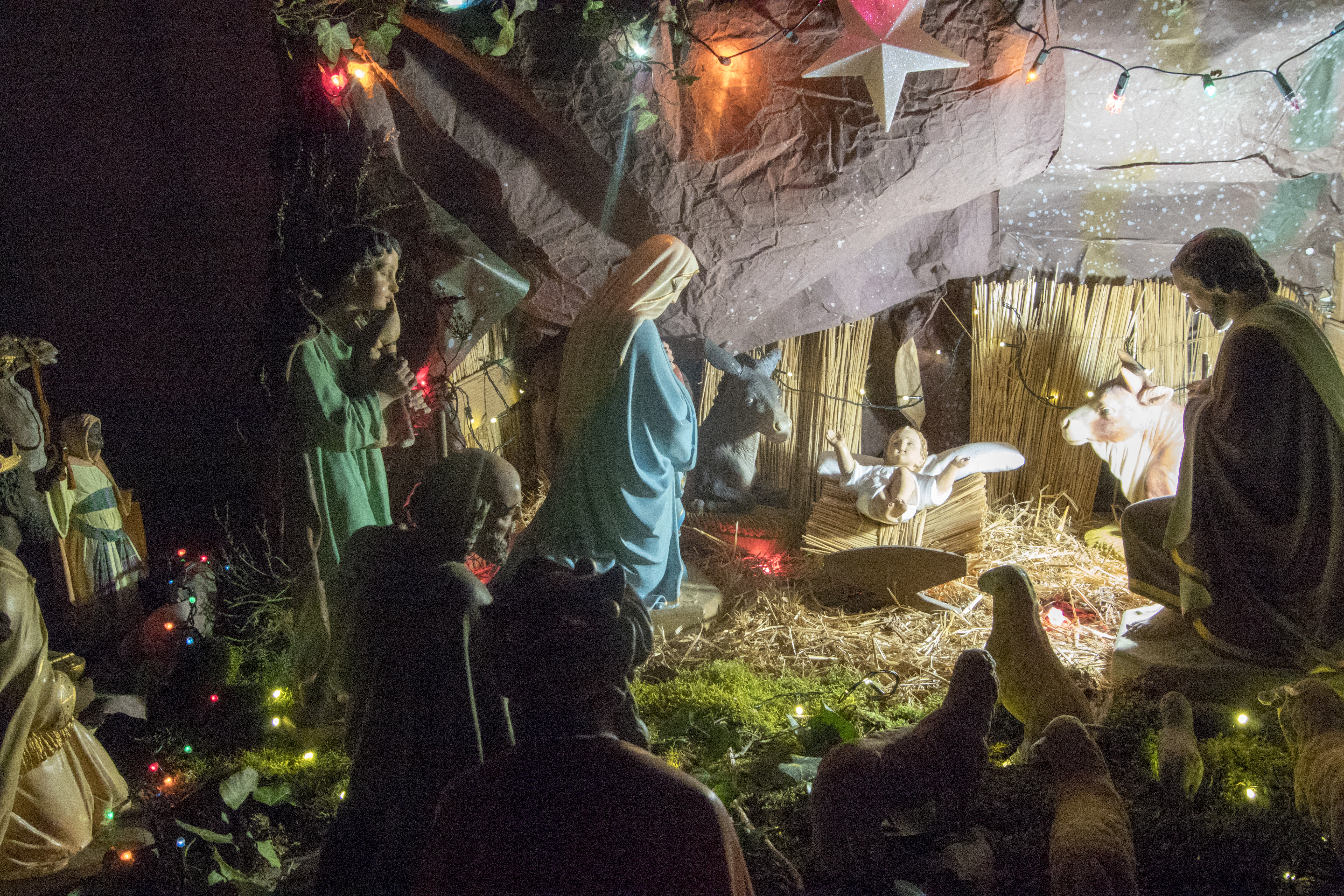
Crèche au sud de la Seine et Marne, Égreville, France.
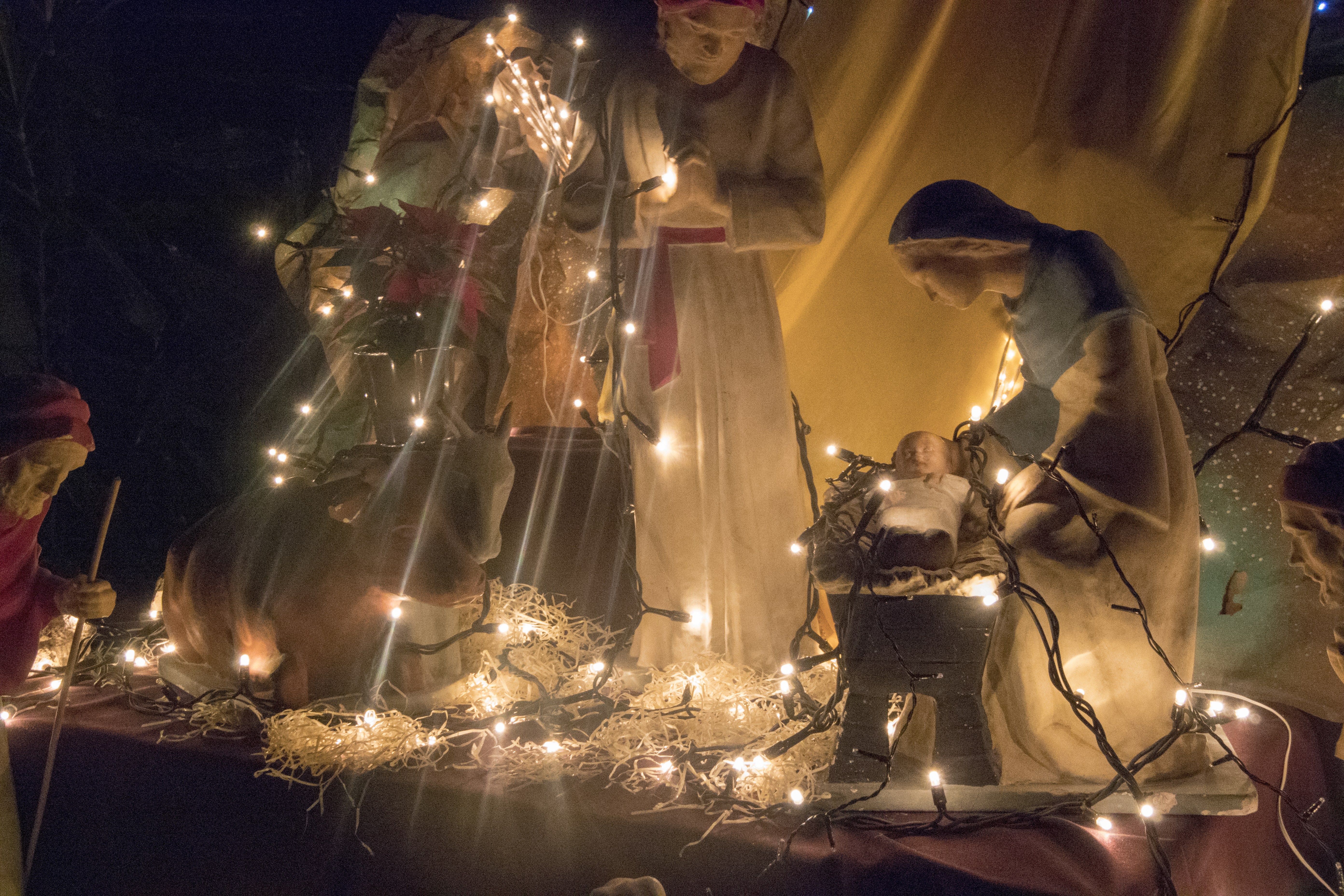
Crèche du sud Seine et Marne, Nemours, France.
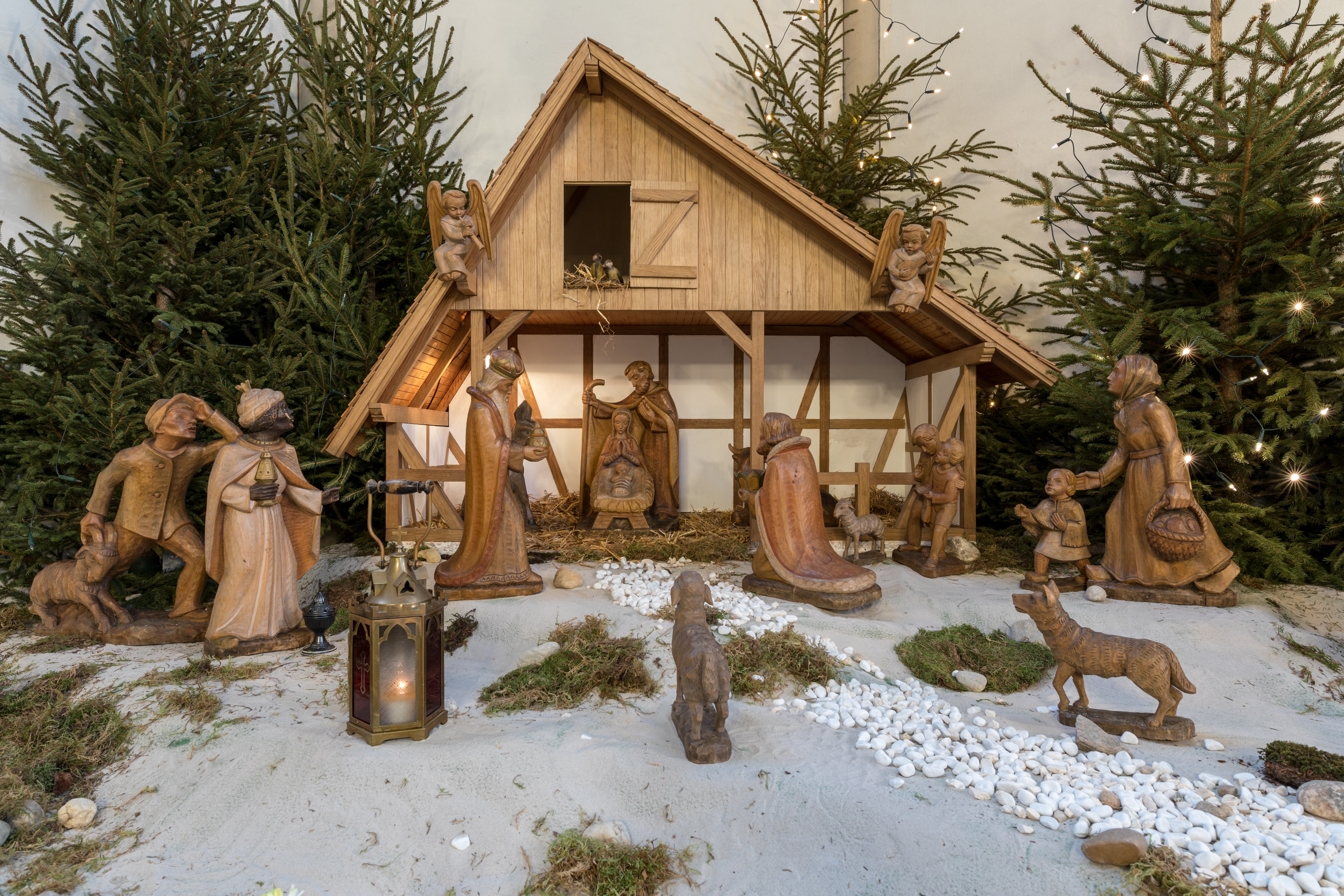
Crèche à Dülmen, Allemagne.
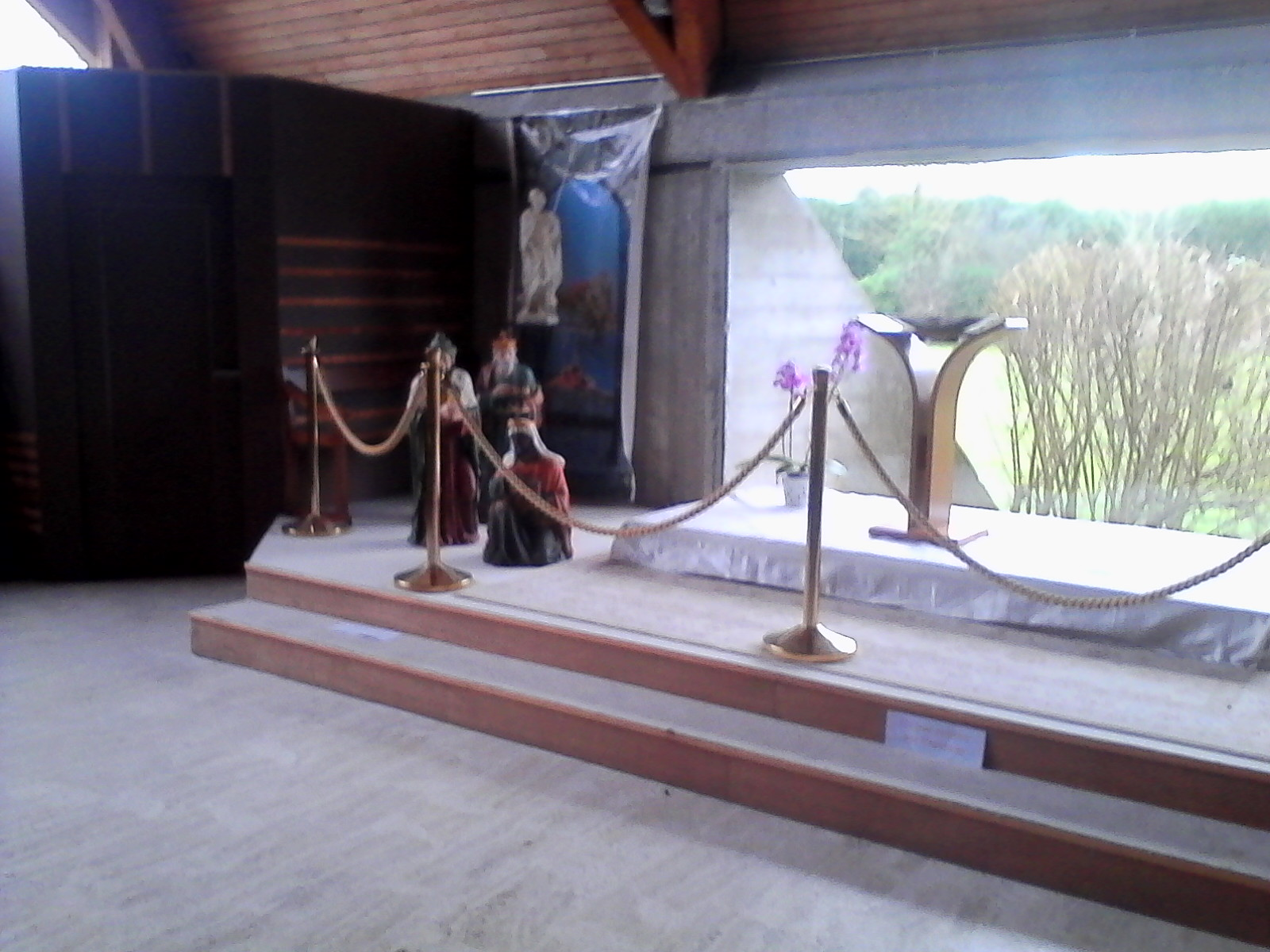
Installation d'une crèche de Noël à l'église Saint-Michel d'Évreux, France.

## Composition d'une crèche
Dans la tradition napolitaine, le décor était constitué des ruines d'un temple romain, symbole de la fin de la civilisation antique devant l'essor de la chrétienté. Plus couramment, la crèche prend place dans une grotte ou une étable.
Dans les églises chrétiennes, la crèche est généralement installée dans les jours qui précèdent la fête de la Nativité tandis que dans les foyers, son installation varie selon les régions (premier dimanche de l'Avent, fête de l’Immaculée Conception, Sainte-Lucie, Saint-Nicolas, etc.), voire selon les familles.
On place généralement l'enfant Jésus au centre à minuit le 24 décembre pour symboliser sa naissance, encadré par Marie et Joseph. Ils sont accompagnés d'un âne, ayant transporté Marie enceinte et d'un bœuf qui, selon la tradition, aurait réchauffé le nouveau-né de son souffle. Il est notable que la Vierge Marie est très souvent représentée à genoux devant son Fils et dans ses habits ordinaires alors qu'elle vient d'accoucher, signifiant ainsi qu'elle n'a pas subi l'épuisement habituellement lié à l'enfantement. On place également dans la crèche des bergers accompagnés de leurs agneaux, puisque c'est à eux que la nouvelle de la naissance du Christ aurait été annoncée en premier. En France, depuis la création des santons en Provence, la scène peut comprendre d'autres personnes, y compris des personnages ou des métiers contemporains. En installant la crèche, certaines personnes y placent au début la mangeoire vide, et n'ajoutent la figurine représentant le Christ que dans la nuit du 24 au 25.
Il est fréquent de mettre une étoile au sommet d'une crèche. Cette étoile rappelle celle qui, d'après les écritures, a guidé les trois Mages (Gaspard, Melchior et Balthazar, qui symbolisent l'ensemble des peuples de la terre) parés de leurs vêtements bibliques, vers la crèche. Ils peuvent être accompagnés d'animaux exotiques leur servant de monture (un cheval, un éléphant et un dromadaire). Certaines personnes ne les placent qu'à partir de l'Épiphanie ; d'autres les mettent à un autre endroit de la maison et les font avancer peu à peu vers la crèche. L'usage de faire figurer un ange parmi les personnages de la crèche est également répandu.
Dans la tradition chrétienne, on enlève la crèche le 2 février, jour de la présentation de Jésus au Temple de Jérusalem ou juste après la fête de l'Épiphanie.

## Symbolique chrétienne de la Crèche de Noël

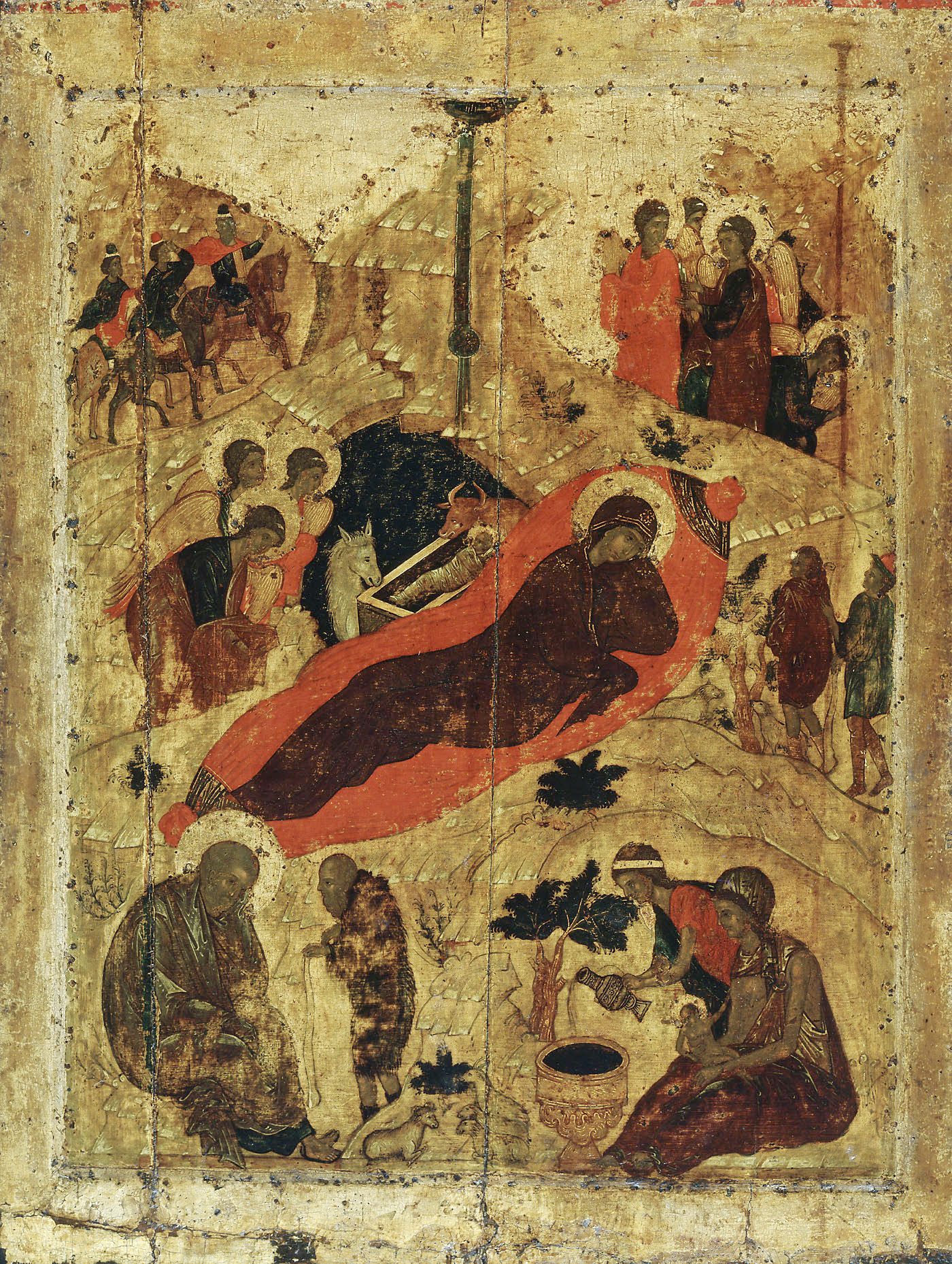
Icône de la Nativité d'Andreï Roublev.

La crèche est pour les chrétiens une représentation du sens de la fête de Noël. Elle est d'abord un rappel historique de la naissance du Christ et des circonstances de sa venue au monde dans une mangeoire à Bethléem. Elle exprime le sens de la naissance de Jésus qui vient habiter parmi les hommes (dans leur logis et dans leur cœur) par son Incarnation. La crèche sous toutes ses formes rappelle le message d'amour de Dieu pour l'humanité qui envoie son fils unique afin de la racheter. Les personnages de la crèche ont également une signification historique et symbolique.
Les bergers qui gardent leurs moutons au loin et qui sont les premiers à venir adorer Jésus rappellent la pauvreté intérieure de la condition humaine et le fait que Jésus soit venu pour tous les hommes, en premier lieu les plus simples. Les bergers peuvent également symboliser la possibilité d'une relation directe à Dieu avec la naissance de son fils sans qu'un intermédiaire ne soit nécessaire.
Enfin, les mages qu'on installe dans la crèche à l'occasion de la fête de l'Épiphanie font écho au psaume 71 de l'Ancien Testament :
« Les rois de Tarsis et des Îles
apporteront des présents,
les rois de Saba et de Seba
feront leur offrande ».
Ils symbolisent la portée universelle du message de Noël qui s'adresse à tous les hommes et le mouvement des « chercheurs de Dieu » vers l'enfant de la crèche. Pour Joseph Ratzinger : 
« Comme les bergers qui, en tant que premiers hôtes auprès de l'Enfant nouveau-né couché dans la mangeoire, personnifient les pauvres d'Israël et, en général, les âmes humbles qui vivent intérieurement en étant très proches de Jésus, ainsi les hommes provenant de l'Orient personnifient le monde des peuples, l'Église des gentils, les hommes qui à travers tous les siècles se mettent en marche vers l'Enfant de Bethléem, honorent en lui le Fils de Dieu et se prosternent devant lui ».

## La Crèche de Noël pour les orthodoxes
Les statues n'étant pas dans leur tradition, les orthodoxes ne font pas de crèche mais ils représentent la Nativité avec des icônes.

## La Crèche de Noël pour les protestants
Les protestants ne font en général pas de crèche, ils préfèrent développer la tradition avec le sapin, symbole de l'arbre de vie.